# しゃべくり007
『しゃべくり007』（しゃべくりセブン）は、日本テレビ系列で2008年7月12日に放送開始、同年10月20日より毎週月曜日に放送されているトークバラエティ番組。通称「しゃべくり」。キャッチコピーは「爆（弾）発（言）注意。」。
「しゃべくりダブルオーセブン」や「しゃべくりゼロゼロセブン」と読むのは誤りで、「00」の部分は発音しないのが正しい。

## 概要
当初は秋の特番用の企画として立ち上がり、編成部に企画をプレゼンしたところ、「せっかくだからまずは試しにレギュラーでやってから、秋の特番で放送しよう」ということになった。レギュラー放送は2カ月間のみの放送予定だったが、レギュラー開始1カ月後あたりから評判となり、2008年10月にプライムタイムである月曜22時台へ枠移動し、同時に放送時間も1時間に拡大した。
タイトルロゴにある「しゃべくり」の「し」はアラビア数字の「7」を逆さにしたものである。番組中には「ジェームズ・ボンドのテーマ（James Bond Theme） など番組名の元となった『007』の音楽が多く使用されている。またプライムタイム進出以降は、冒頭の名倉によるタイトルコールに「ゴールデンフィンガー」が足されているが、これは『007 ゴールドフィンガー』が由来であるが、こちらも2020年からは使用されていない。
2011年10月より編成上の音声がステレオに変更されたが、スタジオ内はBGM・効果音含めモノラル収録の状態である。
2013年10月からは後続番組『NEWS ZERO』の開始時刻が23:00に繰り下がることから、当番組は23:00までの6分の延長を経て、放送されていた。
2022年4月改編で放送時間が1時間繰り上げの毎週月曜 21:00 - 21:54に変更された。

## 番組構成・沿革
オープニングでは、以下のナレーションにより番組のコンセプトが示されている。
開始から2019年秋まではこのナレーションをバックにオープニングCGが存在したが、徳井出演自粛後はオープニングCGが廃止され、スペシャル版と同様に6人が入場して始まる。従来タイトルが出ていた部分はそのままとなったが、2021年4月5日に徳井が復帰したものの、オープニングCGはなく、2019年秋で事実上の廃止となっている。
3組7人の芸人が、ゲストを交えて様々なトークを繰り広げる。ゲストが登場するまで、誰がゲストであるか、何をするかは出演者には全く知らされていない。ただし、ゲストのミスにより誰がゲストかをレギュラーメンバーが知っていたことも何度かある。初回は、7人のみでトークを行い、編集無しの生放送形式で放送された。第2回以降は、ピストル型のくじ引きで選ばれた1人がMCを務め、それ以外の6人はゲストと共にひな壇でトークする形式がメインとなっている。プライムタイム進出以降は、MCは主に上田が担当している（一部コーナーは名倉が担当）。
ゲストは俳優（女優）・ミュージシャン・スポーツ選手と幅広く、普段日本テレビ以外のテレビ局も含む数々のバラエティ番組には出演しない芸能人が登場することもある。開始からプライムタイム移転後暫くはジャニーズ事務所（当時）所属タレントの出演がほとんど見られなかったが、2013年ごろから解禁されている。
入り口はあくまで「トーク」であるが、レギュラーメンバーが全員中堅クラスの芸人であるせいか、そこから即興コントやゲームが始まるなど進行具合は完全に7人任せ。当然当初のトークテーマから脱線することも多々ある。また、トーク中に偶然生まれたキャラ（名倉の師匠キャラや有田のマザー・アリタ、徳井のトッキーさんなど）やフレーズ（上田の「なんぼのもんじゃい!」や有田の「やめませんか?」、「名倉やないかい!」など）が以後の回からもお決まりの流れとして再び行われることがある。
2009年以降、『24時間テレビ 「愛は地球を救う」』では、深夜枠のコーナーとして『朝まで生しゃべくり007』が放送されている。2012年から2015年は『嵐にしやがれ』と『しゃべくり007』の2部制で放送された。2016年から2018年は『嵐にしやがれ』と『しゃべくり007』と『有吉反省会』の3部制で放送された。2019年は『嵐にしやがれ』と特別企画『二宮和也のあの人に会いたくない!』と『しゃべくり007』の3部制で放送された。
2010 - 2017年の元日には午前から午後の長時間にかけて新春スペシャルが放送されていたが、かつて放送されていた『平成あっぱれテレビ』や『ウンナンvsモー娘。生でハッスル挑戦TV』、『大笑点』などの流れを汲まない事前収録番組で、内容もロケ中心となっている。スタジオパートは生放送に近い形式（レギュラー放送で多用されている発言テロップを極力排除、各CM前の予告を映像無しで簡略化、編集は多少はあるが撮って出し）で放送された。2018年からは2020年までは1月2日18:30 - 22:54に放送されていたが、通常のスペシャル同様にスタジオ中心の構成となっていた。2021年以降は新春スペシャルの放送は行われていない。
2010年4月26日21:00 - 22:48には、レギュラー7人が主演を務めるスペシャルドラマ『デカ007』が放送された。
2013年1月21日には初めて『人生が変わる1分間の深イイ話』との合体2時間スペシャルが放送された。以降も不定期で合体スペシャルが放送されている。2019年現在、合体スペシャルの放送は通常放送よりも6分早い21:54開始となる。
2013年から春と秋の番組改編期に番組対抗スペシャル『DASHでイッテQ!行列のできるしゃべくり 日テレ系人気番組No.1決定戦』が放送されている。
2014年4月にはプライムタイム進出以降初めてとなる席替えを行い、堀内と原田、徳井と有田の席が入れ替わった。
2016年10月3日より本番組の前座として21:54 - 22:00 にミニ番組『しゃべくりプラス』を放送、2017年3月27日放送を以て終了した。
2019年4月に2度目の席替えを行い、原田が前列に移ったほか、名倉・徳井・福田の席が変更になった。
2020年頃から効果音や演出方法が若干リニューアルされている。
2020年3月9日の放送は、新型コロナウイルスの感染拡大の影響により、初の無観客収録が行われた。
2020年10月5日の放送より提供クレジットが絨毯付きのカラー表示に統一された。
2021年12月27日放送分からスタジオセットリニューアル。
2022年4月4日放送分から長年月曜22時枠にて放送していたが、『月曜から夜ふかし』が月曜『プラチナイト』から月曜22時台に移動するため、本番組は放送時間が1時間繰り上げられ、『深イイ話』の後継番組として月曜21時台のゴールデンタイムに移動となった。放送時間が6分短縮されたため、エンディングの次回予告を流す回が激減した。さらにこの日から2年ぶりに観客を入れての収録が復活したり、回を追うごとに出演者同士の間隔がコロナ前のように戻りつつある。またこの頃から八王子会をきっかけに県人会の回や、2023年頃から毎週ゲストとの縁のある人がサプライズ出演するようになる。

## 出演者
- ネプチューン
  - 名倉潤
  - 原田泰造
  - 堀内健
- くりぃむしちゅー
  - 有田哲平
  - 上田晋也
- チュートリアル
  - 福田充徳
  - 徳井義実[注 7]

有田・原田・堀内・福田の4人は番組収録後、一緒に飲みに行く仲として知られる。

## 放送リスト

### 土曜夕方時代
| 放送回 | 放送日（NTV） | ゲスト                     | MC       | 備考           |
| ------ | ------------- | -------------------------- | -------- | -------------- |
| 第1回  | 7月12日       | -                          | -        | ノーカット放送 |
| 第2回  | 7月19日       | DAIGO                      | 徳井義実 |                |
| 第3回  | 7月26日       | デヴィ夫人                 | 原田泰造 |                |
| 第4回  | 8月2日        | 椿姫彩菜、フィフィ         | 有田哲平 |                |
| 第5回  | 8月9日        | ローラ・チャン             | 上田晋也 |                |
| 第6回  | 8月16日       | アグネス・チャン、浅香光代 | 上田晋也 |                |
| 第7回  | 8月23日       | 小倉優子                   | 上田晋也 |                |
| 第8回  | 9月6日        | 半田健人                   | 名倉潤   |                |
| 第9回  | 9月13日       | ほしのあき                 | 徳井義実 | ノーカット放送 |
| 第10回 | 9月20日       | 西川史子、友利新           | 福田充徳 |                |
| 第11回 | 9月27日       | 佐々木希、佐藤ありさ       | 上田晋也 |                |

### 月曜プライムタイム時代

#### 22:00 - 22:54時代

##### 2008年
| 放送回 | 放送日   | ゲスト                                         | 備考     |
| ------ | -------- | ---------------------------------------------- | -------- |
| 第1回  | 10月20日 | 黒木瞳、新庄剛志                               | 30分拡大 |
| 第2回  | 10月27日 | MEGUMI、関根勤、大橋のぞみ、藤岡藤巻           |          |
| 第3回  | 11月3日  | エド・はるみ、つるの剛士、DAIGO                |          |
| 第4回  | 11月10日 | 小倉優子、高橋ジョージ、三船美佳、エド・はるみ |          |
| 第5回  | 11月17日 | DAIGO、若槻千夏                                |          |
| 第6回  | 12月1日  | 島田紳助                                       | 15分拡大 |
| 第7回  | 12月8日  | 高嶋ちさ子、中川翔子                           |          |
| 第8回  | 12月15日 | 藤原紀香、南明奈、高田延彦                     |          |

##### 2009年
| 放送回                 | 放送日   | ゲスト | 備考                                               |
| ---------------------- | -------- | --- | -------------------------------------------------- |
| 第9回                  | 1月19日  | 山田優、菅野美穂、はるな愛 | 1時間拡大                                          |
| 第10回                 | 1月26日  | ウエンツ瑛士 | 生放送                                             |
| 第11回                 | 2月2日   | NON STYLE、柳原可奈子 |                                                    |
| 第12回                 | 2月9日   | 宮藤官九郎、ピエール瀧、土屋アンナ、志村けん | 1時間拡大                                          |
| 第13回                 | 2月23日  | はんにゃ、益若つばさ |                                                    |
| 第14回                 | 3月2日   | 沢村一樹、福田沙紀 |                                                    |
| 第15回                 | 3月9日   | 郷ひろみ | 15分拡大                                           |
| 第16回                 | 3月16日  | オードリー、スザンヌファミリー（スザンヌ、キャサリン、マーガリン） |                                                    |
| 第17回                 | 3月30日  | 城田優、東方神起、有吉弘行 | 1時間拡大                                          |
| 第18回                 | 4月13日  | 久本雅美、高田純次、吉川ひなの |                                                    |
| 第19回                 | 4月20日  | 綾瀬はるか、つんく♂ |                                                    |
| 第20回                 | 4月27日  | 梅宮辰夫ファミリー（梅宮辰夫、梅宮クラウディア、梅宮アンナ）、マリエ |                                                    |
| 第21回                 | 5月11日  | 叶姉妹、安西ひろこ |                                                    |
| 第22回                 | 5月18日  | 今田耕司、ヨンア |                                                    |
| 第23回                 | 5月25日  | 友近、近藤春菜（ハリセンボン）、ナイツ |                                                    |
| 第24回                 | 6月1日   | イモトアヤコ、郷ひろみ |                                                    |
| 第25回                 | 6月8日   | 辻希美、JUJU |                                                    |
| 第26回                 | 6月22日  | 大竹しのぶ、貴乃花親方、武田鉄矢 | 1時間拡大                                          |
| 第27回                 | 6月29日  | ボビーファミリー（ボビー・オロゴン、近田ジョイ、近田ローズ）、佐藤健、谷村美月 |                                                    |
| 第28回                 | 7月6日   | GACKT、マツコ・デラックス |                                                    |
| 第29回                 | 7月13日  | フルーツポンチ、しずる、三浦春馬、三浦翔平 |                                                    |
| 第30回                 | 7月27日  | 竹中直人、ハリセンボン |                                                    |
| 第31回                 | 8月3日   | 江角マキコ、舟山久美子、小森純、村田莉 |                                                    |
| 第32回                 | 8月10日  | 板東英二、我が家、ロッチ |                                                    |
| 第33回                 | 8月24日  | ベッキー、中島知子（オセロ）、唐沢寿明 | 1時間拡大                                          |
| 朝まで 生しゃべくり007 | 8月29日  | NEWS、菅野美穂、ベッキー、有吉弘行、石井慧、石田純一、磯山さやか、オードリー、クワバタオハラ、庄司智春（品川庄司）、ナイツ、ノッチ（デンジャラス）、NON STYLE、ハリセンボン、フォーリンラブ、黒沢かずこ・村上知子（森三中）、優木まおみ、U字工事、吉川ひなの、ロッチ、若槻千夏、我が家、日テレジェニック2009、アントニオ猪木、ダチョウ倶楽部、板東英二 | 『24時間テレビ32』 深夜枠（生放送） 23:29 - 翌5:30 |
| 第34回                 | 9月7日   | 西田敏行、ガレッジセール |                                                    |
| 第35回                 | 9月14日  | 中山秀征 |                                                    |
| 第36回                 | 10月5日  | 上戸彩、藤原竜也、松山ケンイチ、ISSA、ドン小西 | 2時間拡大                                          |
| 第37回                 | 10月19日 | 向井理、ジャルジャル |                                                    |
| 第38回                 | 10月26日 | 浅香光代、高橋克実、DJ KAORI |                                                    |
| 第39回                 | 11月2日  | 雨上がり決死隊、MAX |                                                    |
| 第40回                 | 11月9日  | 広末涼子 |                                                    |
| 第41回                 | 11月16日 | 阿部サダヲ、瑛太 |                                                    |
| 第42回                 | 11月23日 | 泉ピン子、友近ファミリー（友近、友近千鶴） |                                                    |
| 第43回                 | 12月7日  | ブラックマヨネーズ |                                                    |
| 第44回                 | 12月14日 | オードリー、長谷川潤 |                                                    |
| 第45回                 | 12月21日 | DJ KAORI、モーニング娘。、中澤裕子、飯田圭織、保田圭、矢口真里、石川梨華、吉澤ひとみ、ロンドンブーツ1号2号、マツコ・デラックス | 1時間半拡大                                        |

##### 2010年
| 放送回                 | 放送日   | ゲスト | 備考                                               |
| ---------------------- | -------- | --- | -------------------------------------------------- |
| 新春SP                 | 1月1日   | 《スタジオ》浅香光代、黒木瞳、朝青龍、中村玉緒、梅宮アンナ、三船美佳、上田桃子、森三中、ハリセンボン、ギャル曽根、島田秀平 《ロケ》上原美優、里田まい、IKKO、叶姉妹、デヴィ夫人、吉川ひなの | 10:00 - 15:50                                      |
| 第46回                 | 1月18日  | 藤井リナ、VERBAL |                                                    |
| 第47回                 | 1月25日  | ケンドーコバヤシ、パンクブーブー |                                                    |
| 第48回                 | 2月8日   | 米倉涼子、舟山久美子 |                                                    |
| 第49回                 | 2月15日  | 宮川大輔、桐谷美玲 |                                                    |
| 第50回                 | 2月22日  | 市原隼人、高岡蒼甫、ピース |                                                    |
| 第51回                 | 3月1日   | 明石家さんま |                                                    |
| 第52回                 | 3月8日   | 北川景子、五十嵐隼士・瀬戸康史・荒木宏文（D-BOYS） |                                                    |
| 第53回                 | 3月22日  | VERBAL、JOY、堀北真希、優木まおみ、松方弘樹 | 1時間半拡大                                        |
| 第54回                 | 4月19日  | 川島海荷、東幹久 |                                                    |
| 第55回                 | 5月17日  | サバンナ、FUNKY MONKEY BABYS |                                                    |
| 第56回                 | 5月24日  | 梨花 |                                                    |
| 第57回                 | 5月31日  | 松たか子、岡田将生、木村佳乃 |                                                    |
| 第58回                 | 6月7日   | 平子理沙、AAA |                                                    |
| 第59回                 | 6月14日  | おかもとまり、ミラクルひかる、魅川憲一郎、藤井リナ、大石参月、ローラ |                                                    |
| 第60回                 | 6月21日  | タカアンドトシ |                                                    |
| 第61回                 | 7月5日   | ジョン・ロビンソン、魅川憲一郎、綾瀬はるか、太田光代、吉高由里子 | 1時間半拡大                                        |
| 第62回                 | 7月12日  | 小栗旬、仲里依紗 |                                                    |
| 第63回                 | 7月26日  | 内村光良（ウッチャンナンチャン） |                                                    |
| 第64回                 | 8月2日   | WaT、BENI |                                                    |
| 第65回                 | 8月9日   | ピース、ねづっち |                                                    |
| 第66回                 | 8月16日  | 地デジカ、相武紗季 |                                                    |
| 第67回                 | 8月23日  | 新垣結衣、佐藤ありさ | 15分拡大                                           |
| 朝まで 生しゃべくり007 | 8月28日  | ジョン・ロビンソン、TOKIO、米倉涼子、AKB48、デヴィ夫人、浅香光代、ビビる大木、ブラックマヨネーズ、有吉弘行、サバンナ、ケンドーコバヤシ、SDN48、美川憲一ものまね軍団（魅川憲一郎ほか）       | 『24時間テレビ33』 深夜枠（生放送） 23:27 - 翌5:30 |
| 第68回                 | 8月30日  | 木村多江、KARA |                                                    |
| 第69回                 | 9月6日   | 溝端淳平 |                                                    |
| 第70回                 | 9月13日  | 高見沢俊彦、ミサイルマン |                                                    |
| 第71回                 | 10月4日  | トム・クルーズ、キャメロン・ディアス、渡部陽一、佐藤健、前田敦子（AKB48）、ミッツ・マングローブ、マツコ・デラックス                                                                         | 1時間半拡大                                        |
| 第72回                 | 10月18日 | 篠原涼子 |                                                    |
| 第73回                 | 10月25日 | 千原ジュニア（千原兄弟） |                                                    |
| 第74回                 | 11月1日  | 釈由美子、後藤真希 |                                                    |
| 第75回                 | 11月8日  | フットボールアワー、AMOYAMO |                                                    |
| 第76回                 | 11月15日 | 仲村トオル、Brown Eyed Girls |                                                    |
| 第77回                 | 11月22日 | 栗山千明、キングオブコメディ |                                                    |
| 第78回                 | 11月29日 | D☆DATE、武井咲 |                                                    |
| 第79回                 | 12月6日  | 菊地凛子、2700 |                                                    |
| 第80回                 | 12月20日 | ケント・モリ、青木隆治、テリー伊藤、楽しんご、道端ジェシカ | 1時間半拡大                                        |

##### 2011年
| 放送回                 | 放送日   | ゲスト | 備考                                               |
| ---------------------- | -------- | --- | -------------------------------------------------- |
| 新春SP                 | 1月1日   | 《スタジオ》浅香光代、浅尾美和、有村智恵、城島茂（TOKIO）、中村玉緒、東尾理子、益若つばさ、島田秀平 《ロケ》あき竹城、デヴィ夫人、原幹恵、矢口真里、IKKO、SHELLY | 9:30 - 14:00                                       |
| 第81回                 | 1月17日  | 香里奈、大政絢 |                                                    |
| 第82回                 | 1月24日  | 太田光（爆笑問題） |                                                    |
| 第83回                 | 1月31日  | 小泉今日子 |                                                    |
| 第84回                 | 2月7日   | 菅野美穂、桐谷美玲 |                                                    |
| 第85回                 | 2月14日  | スリムクラブ、笑い飯 |                                                    |
| 第86回                 | 2月21日  | 大地真央、夏菜 |                                                    |
| 第87回                 | 2月28日  | あき竹城、ももいろクローバー |                                                    |
| 第88回                 | 3月7日   | IMALU、bump.y |                                                    |
| 第89回                 | 3月28日  | 芦田愛菜、倉科カナ | 30分拡大                                           |
| 第90回                 | 4月4日   | ももいろクローバー、川越達也、中谷美紀、松岡昌宏（TOKIO）、ヒロシ | 1時間半拡大                                        |
| 第91回                 | 4月18日  | 羽鳥慎一、舞川あいく |                                                    |
| 第92回                 | 4月25日  | オリエンタルラジオ |                                                    |
| 第93回                 | 5月2日   | 藤あや子、坂本冬美、水川あさみ、いとうあさこ | 1時間拡大                                          |
| 第94回                 | 5月9日   | 長澤まさみ |                                                    |
| 第95回                 | 5月16日  | 原口あきまさ、黒夢 |                                                    |
| 第96回                 | 5月23日  | 中村獅童 |                                                    |
| 第97回                 | 5月30日  | 濱田龍臣、平成ノブシコブシ |                                                    |
| 第98回                 | 6月6日   | 向井理 |                                                    |
| 第99回                 | 6月13日  | 小西真奈美、あやまんJAPAN |                                                    |
| 第100回                | 6月20日  | 劇団ひとり、ローラ |                                                    |
| 第101回                | 7月4日   | あやまんJAPAN、松田翔太、長友佑都、岡崎慎司、マツコ・デラックス、KARA | 1時間半拡大                                        |
| 第102回                | 7月11日  | 山崎弘也（アンタッチャブル）、BEAST |                                                    |
| 第103回                | 7月18日  | SHELLY、鈴木砂羽 |                                                    |
| 第104回                | 7月25日  | 岩清水梓、佐藤隆太、麻生久美子、渡辺直美 |                                                    |
| 第105回                | 8月1日   | 北川景子 |                                                    |
| 第106回                | 8月8日   | 渡辺謙 |                                                    |
| 第107回                | 8月15日  | 大竹しのぶ、磯野貴理子 | 30分拡大                                           |
| 朝まで 生しゃべくり007 | 8月20日  | 関ジャニ∞、堀北真希、宮川大輔、羽鳥慎一、西尾由佳理（日本テレビアナウンサー）、あき竹城、アンガールズ、いとうあさこ、オリエンタルラジオ、クリス松村、黒沢かずこ（森三中）、小森純、SHELLY、スリムクラブ、武田修宏、楽しんご、菜々緒、原幹恵、ハリセンボン、ピース、ヒロシ、ミッツ・マングローブ、ロッチ、ローラ、長州小力、脇知弘、葉月パル、カイヤ、森脇健児、あご勇、長州力 | 『24時間テレビ34』 深夜枠（生放送） 23:49 - 翌5:30 |
| 第108回                | 8月29日  | 北斗ファミリー（佐々木健介、北斗晶、佐々木健之介、佐々木誠之介）、ぱすぽ☆ | 1時間拡大                                          |
| 第109回                | 9月5日   | 古坂大魔王、Every Little Thing |                                                    |
| 第110回                | 9月12日  | 堺正章、横山剣、松坂桃李 |                                                    |
| 第111回                | 10月3日  | 葉加瀬太郎、蛯原友里、天童よしみ、戸田恵梨香、Fairies | 1時間半拡大                                        |
| 第112回                | 10月17日 | クリス松村、妻夫木聡、鈴木福 | 1時間拡大                                          |
| 第113回                | 10月24日 | 渡辺直美、荒牧陽子 |                                                    |
| 第114回                | 10月31日 | 後藤輝基（フットボールアワー）、伊勢谷友介 | 15分拡大                                           |
| 第115回                | 11月7日  | アンガールズ、鈴木奈々 |                                                    |
| 第116回                | 11月14日 | 岡田将生、榮倉奈々 |                                                    |
| 第117回                | 11月21日 | 久保田利伸、ギャル曽根 |                                                    |
| 第118回                | 11月28日 | 上川隆也、PUFFY |                                                    |
| 第119回                | 12月5日  | 生田斗真、新垣結衣、菜々緒 | 1時間20分拡大                                      |
| 第120回                | 12月12日 | 瑛太、椎名桔平、入江慎也（カラテカ） |                                                    |
| 第121回                | 12月26日 | ほしのあき、小倉優子、熊田曜子、永作博美、柳葉敏郎 | 1時間半拡大                                        |

##### 2012年
| 放送回                 | 放送日   | ゲスト | 備考                                            |
| ---------------------- | -------- | --- | ----------------------------------------------- |
| 新春SP                 | 1月1日   | 《スタジオ》天童よしみ、布川ファミリー（布川敏和、布川隼汰）、北斗ファミリー（佐々木健介、北斗晶、佐々木健之介、佐々木誠之介）、蛭子ファミリー（蛭子能収、蛭子一郎）、原口あきまさ、ホリ、荒牧陽子、高田紗千子（梅小鉢）、福島善成（ガリットチュウ）、ダブルネーム、斎藤司（トレンディエンジェル）、福田彩乃、古閑美保、多部未華子、沢村一樹、手越祐也（NEWS）、城島茂（TOKIO）、島田秀平 《ロケ》倉科カナ、上田啓介、古坂大魔王、原幹恵、具志堅用高、MAX、魅川憲一郎、夏川りみ、菜々緒、ローラ、SHELLY 《寄席》河本準一（次長課長）、西川きよし、あき竹城、クリス松村、今いくよ・くるよ、インパルス、大木こだま・ひびき、スリムクラブ、Wヤング、トータルテンボス、2700、パンクブーブー、フルーツポンチ、平成ノブシコブシ、ミサイルマン、モンスターエンジン、ザ・ゴールデンゴールデン、ハライチ、我が家 | 9:30 - 15:50                                    |
| 第122回                | 1月23日  | 堀北真希 |                                                 |
| 第123回                | 1月30日  | 本田望結、9nine |                                                 |
| 第124回                | 2月6日   | 田中圭、成宮寛貴 |                                                 |
| 第125回                | 2月13日  | アンジャッシュ |                                                 |
| 第126回                | 2月20日  | 剛力彩芽、江口洋介 |                                                 |
| 第127回                | 2月27日  | 矢田亜希子、ハライチ |                                                 |
| 第128回                | 3月5日   | ももいろクローバーZ、川口春奈 |                                                 |
| 第129回                | 3月12日  | 吉高由里子、ガリットチュウ | 15分拡大                                        |
| 第130回                | 3月26日  | 速水もこみち、有吉弘行、石原さとみ、TRF | 1時間半拡大                                     |
| 第131回                | 4月9日   | あき竹城、IKKO、入江慎也（カラテカ）、熊田曜子、クリス松村、古坂大魔王、SHELLY、菜々緒、ハライチ、ローラ、大政絢、荒牧陽子、高田紗千子（梅小鉢）、エハラマサヒロ、ダブルネーム、斎藤司（トレンディエンジェル）、原口あきまさ、福田彩乃、山本高広、ゆうたろう、福島善成（ガリットチュウ）、マツコ・デラックス、アンジャッシュ、オリエンタルラジオ、サバンナ、ハリセンボン、ピース、フットボールアワー、平成ノブシコブシ | 1時間半拡大                                     |
| 第132回                | 4月23日  | BIGBANG、樹木希林 |                                                 |
| 第133回                | 5月7日   | 小栗旬、岡田将生、COWCOW、福田彩乃 |                                                 |
| 第134回                | 5月14日  | 木村祐一、西方凌、2NE1 |                                                 |
| 第135回                | 5月21日  | ウィル・スミス、トミー・リー・ジョーンズ、福士蒼汰 |                                                 |
| 第136回                | 5月28日  | 渡部篤郎、2700 |                                                 |
| 第137回                | 6月4日   | 綾瀬はるか |                                                 |
| 第138回                | 6月11日  | バカリズム、綾野剛 |                                                 |
| 第139回                | 6月18日  | 今田耕司、宮川大輔、入江慎也（カラテカ）、大屋夏南 |                                                 |
| 第140回                | 6月25日  | 仲間由紀恵、AMEMIYA、夏川りみ |                                                 |
| 第141回                | 7月9日   | 内田篤人、桝太一（日本テレビアナウンサー）、スギちゃん、カンニング竹山 | 1時間拡大                                       |
| 第142回                | 7月16日  | 東山紀之（少年隊） |                                                 |
| 第143回                | 7月23日  | 田中麗奈、伊原剛志 |                                                 |
| 第144回                | 7月30日  | ベッキー、SUPER☆GiRLS |                                                 |
| 第145回                | 8月13日  | 佐藤健、水原希子 |                                                 |
| 第146回                | 8月20日  | 羽鳥慎一 |                                                 |
| 朝まで 生しゃべくり007 | 8月26日  | 嵐、新垣結衣、タカアンドトシ、TRF、アンガールズ、アンジャッシュ、いとうあさこ、大久保佳代子（オアシズ）、小野恵令奈、オリエンタルラジオ、入江慎也（カラテカ）、菊地亜美（アイドリング!!!）、黒沢かずこ（森三中）、古坂大魔王、サバンナ、SHELLY、スギちゃん、鈴木奈々、スリムクラブ、芹那、椿鬼奴、友近、奈美悦子、ハライチ、原幹恵、ハリセンボン、平成ノブシコブシ、山村紅葉、ロッチ、我が家、中山秀征 | 『24時間テレビ35』 深夜枠（生放送） 0:30 - 5:30 |
| 第147回                | 9月3日   | 松たか子、阿部サダヲ |                                                 |
| 第148回                | 9月10日  | 広末涼子 |                                                 |
| 第149回                | 10月8日  | 北川景子、松坂桃李、LiLiCo、武井咲 | 1時間拡大                                       |
| 第150回                | 10月22日 | AMEMIYA、アンガールズ、アンジャッシュ、IKKO、磯野貴理子、逸見太郎、オリエンタルラジオ、COWCOW、入江慎也（カラテカ）、菊地亜美（アイドリング!!!）、草野仁、具志堅用高、古坂大魔王、小島よしお、坂口杏里、佐々木健介、SAM・DJ KOO（TRF）、SHELLY、篠崎愛、鈴木奈々、芹那、蝶野正洋、椿鬼奴、友近、長沼毅、博多華丸・大吉、花田虎上、原幹恵、ハリセンボン、HIDEBOH、HIRO（安田大サーカス）、福田彩乃、北斗晶、益若つばさ、マツコ・デラックス、道端アンジェリカ、森崎友紀、吉木りさ、LiLiCo、ロッチ、我が家 | 1時間20分拡大                                   |
| 第151回                | 10月29日 | 吉田沙保里、福原愛 |                                                 |
| 第152回                | 11月5日  | 大久保佳代子（オアシズ）、バイきんぐ |                                                 |
| 第153回                | 11月12日 | パンサー、DaiGo |                                                 |
| 第154回                | 11月19日 | 井上真央、渡辺直美、大橋巨泉、COWCOW、DaiGo、市川海老蔵、鈴木ちなみ | 1時間20分拡大                                   |
| 第155回                | 12月10日 | 亀梨和也（KAT-TUN）、市村正親 | 20分拡大                                        |
| 第156回                | 12月24日 | LiLiCo、宮根誠司、壇蜜、芹那 | 1時間半拡大                                     |

##### 2013年
| 放送回                 | 放送日  | ゲスト | 備考                                            |
| ---------------------- | ------- | --- | ----------------------------------------------- |
| 新春SP                 | 1月1日  | 《スタジオ》ケン正木、天童よしみ、蛭子親子（蛭子能収、蛭子一郎）、健介・北斗夫妻（佐々木健介、北斗晶）、花田・藤田親子（藤田紀子、花田虎上）、中村獅童、清水ミチコ、ホリ、原口あきまさ、福田彩乃、みはる、山本高広、花香よしあき、福島善成（ガリットチュウ）、翔子、ゆうたろう、小栗旬、勝地涼、山田涼介（Hey! Say! JUMP）、川口春奈、有岡大貴（Hey! Say! JUMP）、ウーズン、V.I（BIGBANG）、桐谷健太、城島茂（TOKIO）、壇蜜 《ロケ》鈴木ちなみ、川口春奈、佐藤かよ、具志堅用高、あき竹城、IKKO、山村紅葉、デヴィ夫人、水原希子、芹那 《寄席》ブラックマヨネーズ、西川きよし、あき竹城、クリス松村、LiLiCo、鉄拳、アンガールズ、パンクブーブー、パンサー、笑い飯、ジャングルポケット、今いくよ・くるよ、COWCOW、バイきんぐ、デニス、Wヤング、トータルテンボス、我が家、大木こだま・ひびき | 9:30 - 15:50                                    |
| 第157回                | 1月14日 | 長瀬智也（TOKIO） |                                                 |
| 第158回                | 1月21日 | 水川あさみ、マギー | 『深イイ話』との合体SP                          |
| 第159回                | 1月28日 | 濱田岳、上重聡（日本テレビアナウンサー） |                                                 |
| 第160回                | 2月4日  | 生田斗真 |                                                 |
| 第161回                | 2月18日 | キンタロー。、八幡カオル、スギちゃん |                                                 |
| 第162回                | 2月25日 | ゴールデンボンバー | 『深イイ話』との合体SP                          |
| 第163回                | 3月4日  | 野々村ファミリー（野々村真、野々村俊恵、香音、侑隼）、すみれ |                                                 |
| 第164回                | 3月18日 | 国分太一（TOKIO）、IKKO、長渕剛 | 1時間拡大                                       |
| 第165回                | 4月15日 | 米倉涼子、岡田准一（V6）、青木裕子 | 1時間20分拡大                                   |
| 第166回                | 4月22日 | 林修、秋元梢 | 『深イイ話』との合体SP                          |
| 第167回                | 4月29日 | 大沢たかお |                                                 |
| 第168回                | 5月6日  | 堀北真希、たんぽぽ |                                                 |
| 第169回                | 5月13日 | 水沢アリー、澤穂希 |                                                 |
| 第170回                | 5月20日 | 秋山竜次（ロバート）、英明、COWCOW、小石田純一、古賀シュウ、TAIZO、ニッチロー、みはる、八幡カオル、ゆうぞう | 『深イイ話』との合体SP                          |
| 第171回                | 5月27日 | 向井理、斎藤工、金子ノブアキ、小出恵介、綾瀬はるか、佐藤健、ずん | 1時間拡大                                       |
| 第172回                | 6月10日 | 夏菜、関口メンディー（GENERATIONS from EXILE TRIBE） |                                                 |
| 第173回                | 6月17日 | 真木よう子、溝端淳平 |                                                 |
| 第174回                | 6月24日 | 大倉忠義（関ジャニ∞）、やしろ優 | 『深イイ話』との合体SP                          |
| 第175回                | 7月8日  | 観月ありさ、剛力彩芽、山岸舞彩、森下悠里 | 1時間拡大                                       |
| 第176回                | 7月15日 | 黒木メイサ、椿鬼奴 |                                                 |
| 第177回                | 7月22日 | 田中裕二（爆笑問題） | 『深イイ話』との合体SP                          |
| 第178回                | 7月29日 | モーニング娘。、ロバート |                                                 |
| 第179回                | 8月5日  | 美奈子ファミリー、バービー（フォーリンラブ） | 『深イイ話』との合体SP                          |
| 第180回                | 8月19日 | WORLD ORDER、上戸彩、ヒロミ、松坂桃李、綾野剛、剛力彩芽、濱田龍臣、鈴木亮平 | 1時間拡大                                       |
| 朝まで 生しゃべくり007 | 8月25日 | 嵐、上戸彩、羽鳥慎一、桝太一（日本テレビアナウンサー）、アンジャッシュ、オリエンタルラジオ、陣内智則、博多華丸・大吉、パンサー、フットボールアワー、平成ノブシコブシ、ロッチ、ロバート、森下悠里、ハマカーン、我が家、響、鈴木奈々、嗣永桃子、保田圭、マイケル富岡、菜々緒、大久保佳代子（オアシズ）、出川哲朗、蛭子能収、芹那、JOY、キンタロー。、神奈月、小石田純一、山口冶樹（デルピエロ）、ゆうたろう、TAIZO、ニッチロー、ふじきイェイ!イェイ!、日テレジェニック2013候補生 | 『24時間テレビ36』 深夜枠（生放送） 0:30 - 5:30 |
| 特別版                 | 8月26日 | 嵐、上戸彩、羽鳥慎一、桝太一（日本テレビアナウンサー）、アンジャッシュ、オリエンタルラジオ、陣内智則、博多華丸・大吉、パンサー、フットボールアワー、平成ノブシコブシ、ロッチ、ロバート、森下悠里、ハマカーン、我が家、響、鈴木奈々、嗣永桃子、保田圭、マイケル富岡、菜々緒、大久保佳代子（オアシズ）、出川哲朗、蛭子能収、芹那、JOY、キンタロー。、神奈月、小石田純一、山口冶樹（デルピエロ）、ゆうたろう、TAIZO、ニッチロー、ふじきイェイ!イェイ!、日テレジェニック2013候補生 | 1時間拡大                                       |
| 第181回                | 9月2日  | 平成ノブシコブシ、菅田将暉 |                                                 |
| 第182回                | 9月9日  | 水嶋ヒロ |                                                 |

#### 22:00 - 23:00時代

##### 2013年
| 放送回  | 放送日   | ゲスト                                                                      | 備考                   |  |
| 第183回 | 9月16日  | 阿部サダヲ、MATSU（EXILE）                                                  |                        |  |
| 第184回 | 10月7日  | 清水ミチコ、宮沢りえ、松本潤（嵐）、壇蜜                                    | 1時間拡大              |  |
| 第185回 | 10月21日 | 長澤まさみ、長谷川潤                                                        |                        |  |
| 第186回 | 10月28日 | 能年玲奈                                                                    |                        |  |
| 第187回 | 11月4日  | 永作博美、クロエ・グレース・モレッツ                                        | 『深イイ話』との合体SP |  |
| 第188回 | 11月18日 | 博多華丸・大吉、IVAN                                                        |                        |  |
| 第189回 | 11月25日 | 手越祐也（NEWS）、サンドウィッチマン                                        |                        |  |
| 第190回 | 12月2日  | シシド・カフカ、KAT-TUN、浅野忠信、阿部慎之助、村田修一、内海哲也、長野久義 | 1時間拡大              |  |
| 第191回 | 12月9日  | 坂上忍、ベイビーレイズ                                                      |                        |  |
| 第192回 | 12月16日 | ゴールデンボンバー                                                          |                        |  |

##### 2014年
| 放送回                 | 放送日   | ゲスト | 備考                                            |
| ---------------------- | -------- | --- | ----------------------------------------------- |
| 新春SP                 | 1月1日   | 《スタジオ》佐藤蛾次郎、天童よしみ、ヒロミ、松本伊代、蛭子能収、蛭子一郎、花音里、民秋貴也、ニッチロー、博多華丸（博多華丸・大吉）、福島善成（ガリットチュウ）、ふじきイェイ!イェイ!、みかん、村瀬雄一、やしろ優、ゆうたろう、木村文乃、城田優、山田涼介（Hey! Say! JUMP）、川口春奈、有岡大貴（Hey! Say! JUMP）、ニックン（2PM）、成宮寛貴、島田秀平、IKKO、城島茂（TOKIO）、坂上忍 《ロケ》皆藤愛子、峰竜太、パンツェッタ・ジローラモ、太川陽介、安達祐実、中村アン、森下悠里、木村多江、あき竹城、カイヤ、三浦理恵子、デヴィ夫人 《寄席》博多華丸・大吉、西川きよし、あき竹城、山村紅葉、菊地亜美（アイドリング!!!）、ウーマンラッシュアワー、パンサー、もりやすバンバンビガロ、アルコ&ピース、トレンディエンジェル、今いくよ・くるよ、サカイスト、ザ・ぼんち、ハリセンボン、くまだまさし、COWCOW、我が家、千鳥、あばれる君、ロッチ、大木こだま・ひびき | 9:30 - 15:50                                    |
| 第193回                | 1月13日  | TAKAHIRO（EXILE） |                                                 |
| 第194回                | 1月20日  | 安藤美姫 |                                                 |
| 第195回                | 1月27日  | 松たか子、道端3姉妹（道端カレン、道端ジェシカ、道端アンジェリカ） | 『深イイ話』との合体SP                          |
| 第196回                | 2月3日   | 水川あさみ、菊地亜美（アイドリング!!!）、中村アン |                                                 |
| 第197回                | 2月17日  | 芦田愛菜、鈴木梨央、Dr.レオン、テツandトモ、亀井京子 | 『深イイ話』との合体SP                          |
| 第198回                | 2月24日  | ウーマンラッシュアワー、イモトアヤコ |                                                 |
| 第199回                | 3月3日   | 岡田将生、濱田岳、みかん |                                                 |
| 第200回                | 3月10日  | ATSUSHI（EXILE） | 『深イイ話』との合体SP                          |
| 第201回                | 3月17日  | 櫻井翔（嵐） |                                                 |
| 第202回                | 4月7日   | TEMPURA KIDZ、杏、二宮和也（嵐）、東出昌大 | 1時間拡大                                       |
| 第203回                | 4月21日  | LINDBERG、渡辺裕太 |                                                 |
| 第204回                | 4月28日  | SEKAI NO OWARI、筧美和子 | 『深イイ話』との合体SP                          |
| 第205回                | 5月12日  | 上川隆也、織田信成 |                                                 |
| 第206回                | 5月19日  | 鈴木奈々、夏木マリ |                                                 |
| 第207回                | 5月26日  | 石原さとみ、藤原竜也、山田孝之 |                                                 |
| 第208回                | 6月2日   | 今田耕司、May J. | 『深イイ話』との合体SP                          |
| 第209回                | 6月9日   | 榮倉奈々、高梨臨、要潤 |                                                 |
| 第210回                | 6月16日  | 佐々木蔵之介、二階堂ふみ | 『深イイ話』との合体SP                          |
| 第211回                | 6月30日  | 瀧本美織、平井理央 | 『深イイ話』との合体SP                          |
| 第212回                | 7月7日   | 神田沙也加、木村カエラ、きゃりーぱみゅぱみゅ | 1時間拡大                                       |
| 第213回                | 7月21日  | 佐藤健、シシド・カフカ |                                                 |
| 第214回                | 8月4日   | 能年玲奈 |                                                 |
| 第215回                | 8月11日  | MAKIDAI（EXILE）、登坂広臣（三代目 J Soul Brothers from EXILE TRIBE）、関口メンディー（EXILE、GENERATIONS）、有村架純 |                                                 |
| 第216回                | 8月18日  | 水卜麻美（日本テレビアナウンサー）、大倉忠義（関ジャニ∞） | 『深イイ話』との合体SP                          |
| 朝まで 生しゃべくり007 | 8月31日  | 関ジャニ∞、杏、片岡愛之助、羽鳥慎一、水卜麻美（日本テレビアナウンサー）、青木愛、秋山竜次（ロバート）、アレクサンダー、アンジャッシュ、梅沢富美男、大渕愛子、カイヤ、黒沢かずこ（森三中）、坂上忍、陣内智則、鈴木奈々、たんぽぽ、坪倉由幸（我が家）、DJ KOO（TRF）、出川哲朗、長井みつる、中村静香、博多華丸・大吉、橋本マナミ、槙原寛己、柳ゆり菜、吉木りさ、ロッチ、藤波辰爾、長州力、ダニエル・カール、海原はるか・かなた、永田裕志、茂手木浩司、坂上忍、哲夫（笑い飯）、藤田可菜、三輪記子、カズマ・スパーキン、神奈月、原口あきまさ、福島善成（ガリットチュウ）、キンタロー。、まぁこ、矢野正樹（ガリベンズ）、ノブ&フッキー、むらせ | 『24時間テレビ37』 深夜枠（生放送） 0:34 - 5:30 |
| 特別版                 | 9月1日   | 関ジャニ∞、杏、片岡愛之助、羽鳥慎一、水卜麻美（日本テレビアナウンサー）、青木愛、秋山竜次（ロバート）、アレクサンダー、アンジャッシュ、梅沢富美男、大渕愛子、カイヤ、黒沢かずこ（森三中）、坂上忍、陣内智則、鈴木奈々、たんぽぽ、坪倉由幸（我が家）、DJ KOO（TRF）、出川哲朗、長井みつる、中村静香、博多華丸・大吉、橋本マナミ、槙原寛己、柳ゆり菜、吉木りさ、ロッチ、藤波辰爾、長州力、ダニエル・カール、海原はるか・かなた、永田裕志、茂手木浩司、坂上忍、哲夫（笑い飯）、藤田可菜、三輪記子、カズマ・スパーキン、神奈月、原口あきまさ、福島善成（ガリットチュウ）、キンタロー。、まぁこ、矢野正樹（ガリベンズ）、ノブ&フッキー、むらせ | 1時間拡大                                       |
| 第217回                | 9月8日   | 尾上松也、山田涼介（Hey! Say! JUMP）、有岡大貴（Hey! Say! JUMP） | 『深イイ話』との合体SP                          |
| 第218回                | 10月6日  | May J.、丸山隆平（関ジャニ∞）、速水もこみち、岡田准一（V6）、堀北真希、瑛太、松田龍平 | 1時間拡大                                       |
| 第219回                | 10月20日 | 綾瀬はるか | 『深イイ話』との合体SP                          |
| 第220回                | 10月27日 | 新垣結衣 |                                                 |
| 第221回                | 11月3日  | 宮沢りえ、橋本マナミ | 『深イイ話』との合体SP                          |
| 第222回                | 11月17日 | DJ KOO（TRF）、福士蒼汰、相葉雅紀（嵐）、田中みな実 | 1時間拡大                                       |
| 第223回                | 11月24日 | すみれ、マギー |                                                 |
| 第224回                | 12月15日 | 日本エレキテル連合、E-girls |                                                 |

##### 2015年
| 放送回                 | 放送日   | ゲスト | 備考                                            |
| ---------------------- | -------- | --- | ----------------------------------------------- |
| 新春SP                 | 1月1日   | 《スタジオ》綾小路きみまろ、佐々木健介、北斗晶、金山一彦、大渕愛子、まこと（シャ乱Q）、富永美樹、橋本環奈（Rev. from DVL）、ふなっしー、RG（レイザーラモン）、エハラマサヒロ、小出真保、こにわ、桜井ちひろ、ジャガーズ、椿鬼奴、福島善成（ガリットチュウ）、藤本匠、むらせ、やす（ずん）、矢野正樹（ガリベンズ）、上川隆也、石橋杏奈、城島茂（TOKIO） 《ロケ》平井理央、東儀秀樹、中村獅童、ロバート・キャンベル、マギー、SHELLY、渡部建（アンジャッシュ）、浅田舞、古閑美保、田中理恵、あき竹城、安倍なつみ、山村紅葉、カイヤ 《寄席》博多華丸・大吉、五月みどり、太川陽介、橋本マナミ、ハリセンボン、バイきんぐ、海原はるか・かなた、ロッチ、パンサー、日本エレキテル連合、オール阪神・巨人、NON STYLE、我が家、今いくよ・くるよ、チョコレートプラネット、シソンヌ、あばれる君、大木こだま・ひびき | 9:30 - 15:50                                    |
| 第225回                | 1月5日   | キング・クリームソーダ、Dream5、浅田舞、広瀬すず |                                                 |
| 第226回                | 1月12日  | 堤真一、尾野真千子 | 『深イイ話』との合体SP                          |
| 第227回                | 1月19日  | 三代目 J Soul Brothers from EXILE TRIBE |                                                 |
| 第228回                | 1月26日  | 亀梨和也（KAT-TUN）、伊勢谷友介、西内まりや |                                                 |
| 第229回                | 2月2日   | 8.6秒バズーカー、杉咲花、篠原信一 |                                                 |
| 第230回                | 2月9日   | 石田ゆり子、シソンヌ |                                                 |
| 第231回                | 2月23日  | 小山慶一郎（NEWS）、佐々木希 |                                                 |
| 第232回                | 3月2日   | 及川光博、新川優愛、祥子 |                                                 |
| 第233回                | 3月16日  | 8.6秒バズーカー、大沢たかお、あばれる君、EXILE（TAKAHIRO、SHOKICHI、岩田剛典、関口メンディー、白濱亜嵐、世界、佐藤大樹） | 1時間拡大                                       |
| 第234回                | 4月6日   | 武田梨奈、松下奈緒、吉田羊、吉田鋼太郎、私立恵比寿中学 | 1時間拡大                                       |
| 第235回                | 4月13日  | 染谷将太、橋本愛、川田裕美 |                                                 |
| 第236回                | 4月27日  | 北野武、鈴木奈々、8.6秒バズーカー、ビトタケシ |                                                 |
| 第237回                | 5月4日   | 森星、ゲスの極み乙女。 | 『深イイ話』との合体SP                          |
| 第238回                | 5月11日  | オリエンタルラジオ |                                                 |
| 第239回                | 5月18日  | 高梨臨、菅田将暉 |                                                 |
| 第240回                | 5月25日  | 前園真聖、佐藤ありさ、佐藤栞里 |                                                 |
| 第241回                | 6月1日   | 生田斗真、厚切りジェイソン |                                                 |
| 第242回                | 6月8日   | おかずクラブ、古田新太 |                                                 |
| 第243回                | 6月15日  | 窪田正孝、高畑充希 |                                                 |
| 第244回                | 6月22日  | ハビエル・フェルナンデス、安藤美姫、スピードワゴン | 『深イイ話』との合体SP                          |
| 第245回                | 6月29日  | 山﨑賢人、藤田ニコル | 『深イイ話』との合体SP                          |
| 第246回                | 7月6日   | 杏、DAIGO、松山ケンイチ | 1時間拡大                                       |
| 第247回                | 7月27日  | 三浦春馬 |                                                 |
| 第248回                | 8月3日   | 小出恵介、勝地涼 |                                                 |
| 第249回                | 8月10日  | ムロツヨシ、清水富美加 |                                                 |
| 第250回                | 8月17日  | 井ノ原快彦（V6） |                                                 |
| 朝まで 生しゃべくり007 | 8月23日  | V6、Hey! Say! JUMP、あばれる君、アレクサンダー、いとうあさこ、今井華、ウーマンラッシュアワー、オリエンタルラジオ、川崎希、GENKING、小峠英二（バイきんぐ）、佐藤栞里、じゅんいちダビッドソン、陣内智則、スピードワゴン、高橋茂雄（サバンナ）、武田梨奈、DJ KOO、橋本マナミ、ハリセンボン、ヒロミ、ロッチ、鈴木拓（ドランクドラゴン）、おかずクラブ、椿鬼奴、祥子、井上裕介（NON STYLE）、THE 虎舞竜 | 『24時間テレビ38』 深夜枠（生放送） 0:45 - 5:00 |
| 第251回                | 8月31日  | 新井浩文、GENKING |                                                 |
| 第252回                | 9月7日   | ハリセンボン、江口洋介 |                                                 |
| 第253回                | 9月14日  | 菅原小春、向井理、佐藤健、神木隆之介、桐谷美玲、坂口健太郎 | 1時間拡大                                       |
| 第254回                | 10月5日  | 天海祐希、仲間由紀恵、新垣結衣 | 1時間拡大                                       |
| 第255回                | 10月12日 | 渡辺直美、とにかく明るい安村 | 『深イイ話』との合体SP                          |
| 第256回                | 10月19日 | 堀江貴文、工藤阿須加 |                                                 |
| 第257回                | 10月26日 | 鈴木亮平 |                                                 |
| 第258回                | 11月2日  | 千原ジュニア（千原兄弟）、市川由衣 | 『深イイ話』との合体SP                          |
| 第259回                | 11月16日 | 松坂桃李、紀里谷和明 |                                                 |
| 第260回                | 11月23日 | 高畑裕太、三吉彩花 |                                                 |
| 第261回                | 11月30日 | 唐沢寿明、小雪、黒木渚 |                                                 |
| 第262回                | 12月21日 | 近藤真彦、土屋太鳳 | 30分拡大                                        |

##### 2016年
| 放送回                 | 放送日   | ゲスト | 備考                                            |
| ---------------------- | -------- | --- | ----------------------------------------------- |
| 新春SP                 | 1月1日   | 《スタジオ》新妻聖子、山口もえ、浅尾美和、松本伊代、JP、ジャガーズ、ジャッキーちゃん、じゅんいちダビッドソン、ショウショウ、シンディー、玉城泰拙（セブンbyセブン）、寺岡光盛、ラジバンダリ西井、成宮寛貴、イモトアヤコ、松本明子、城島茂（TOKIO）、坂上忍、松たか子、阿部サダヲ、田中史朗夫婦、山田章仁夫婦 《ロケ》吉村崇（平成ノブシコブシ）、箕輪はるか（ハリセンボン）、丸岡いずみ、長嶋一茂、本田朋子、滝沢カレン、麻木久仁子、川田裕美、井脇ノブ子、森公美子、IKKO、大久保佳代子（オアシズ）、スピードワゴン、三吉彩花、森星、小峠英二（バイきんぐ）、前園真聖 《寄席》タカアンドトシ、西川きよし、今くるよ、太川陽介、松井玲奈、ロバート、NON STYLE、ハリセンボン、ナポレオンズ、厚切りジェイソン、ロッチ、ザ・ぼんち、おかずクラブ、どぶろっく、バイきんぐ、中山功太、ナイツ、海原はるか・かなた、磁石、オール阪神・巨人、スピードワゴン | 9:30 - 15:50                                    |
| 第263回                | 1月11日  | 堀北真希、満島真之介 |                                                 |
| 第264回                | 1月18日  | 舘ひろし、柴田恭兵、浅野温子、仲村トオル、アンジャッシュ、MATSU・MAKIDAI・ÜSA（EXILE） | 1時間拡大                                       |
| 第265回                | 2月1日   | 長瀬智也（TOKIO）、宮藤官九郎 | 『深イイ話』との合体SP                          |
| 第266回                | 2月15日  | 菜々緒、新子景視 |                                                 |
| 第267回                | 2月29日  | 山崎育三郎、若槻千夏 |                                                 |
| 第268回                | 3月7日   | 亀梨和也、成宮寛貴、松下奈緒、高嶋政伸、オカリナ（おかずクラブ）、広瀬すず、野村周平 | 1時間拡大                                       |
| 第269回                | 3月14日  | 東出昌大、斎藤工 |                                                 |
| 第270回                | 3月21日  | 黒木華、岩井俊二、木村佳乃、金子理江 | 『深イイ話』との合体SP                          |
| 第271回                | 4月4日   | RADIO FISH、ディーン・フジオカ、大野智（嵐）、波瑠 | 1時間拡大                                       |
| 第272回                | 4月18日  | 大泉洋（TEAM NACS）、有村架純 | 『深イイ話』との合体SP                          |
| 第273回                | 4月25日  | 伊藤英明、三池崇史、加藤諒 |                                                 |
| 第274回                | 5月9日   | 千葉雄大、阿部サダヲ、きゃりーぱみゅぱみゅ |                                                 |
| 第275回                | 5月16日  | 森田剛（V6）、濱田岳、林家木久扇、三遊亭好楽、春風亭昇太、林家たい平、指原莉乃（HKT48） | 1時間拡大                                       |
| 第276回                | 5月23日  | 二階堂ふみ、山﨑賢人、メイプル超合金 |                                                 |
| 第277回                | 5月30日  | 岩田剛典（EXILE、三代目 J Soul Brothers from EXILE TRIBE）、高畑充希 | 『深イイ話』との合体SP                          |
| 第278回                | 6月13日  | 小池栄子、バイきんぐ |                                                 |
| 第279回                | 6月20日  | 黒木瞳、黒島結菜、菊池風磨（Sexy Zone） | 『深イイ話』との合体SP                          |
| 第280回                | 6月27日  | ピース |                                                 |
| 第281回                | 7月11日  | 北川景子、出川哲朗、TAKAHIRO・橘ケンチ・佐藤大樹（EXILE）、ELLY・山下健二郎・登坂広臣（三代目 J Soul Brothers from EXILE TRIBE） | 1時間拡大                                       |
| 第282回                | 7月18日  | AKIRA・黒木啓司（EXILE）、岩田剛典（EXILE、三代目 J Soul Brothers from EXILE TRIBE）、白濱亜嵐（EXILE、GENERATIONS）、佐野玲於（GENERATIONS）、青柳翔・鈴木伸之・町田啓太（劇団EXILE）、岡田結実 |                                                 |
| 第283回                | 7月25日  | ぺこ、りゅうちぇる、獣神サンダー・ライガー、真壁刀義、棚橋弘至、本間朋晃 |                                                 |
| 第284回                | 8月1日   | 井上真央、鈴木亮平 | 『深イイ話』との合体SP                          |
| 第285回                | 8月22日  | 加藤シゲアキ（NEWS）、沢尻エリカ、大竹しのぶ | 『深イイ話』との合体SP                          |
| 朝まで 生しゃべくり007 | 8月28日  | 三遊亭好楽、林家三平、水谷隼、波田陽区、NEWS、アンジャッシュ、オリエンタルラジオ | 『24時間テレビ39』 深夜枠（生放送） 0:30 - 2:45 |
| 第286回                | 9月12日  | 佐々木蔵之介、中島健人（Sexy Zone） | 『深イイ話』との合体SP                          |
| 第287回                | 9月19日  | トレンディエンジェル、小堺一機 |                                                 |
| 第288回                | 10月3日  | 福原愛、吉田沙保里、石原さとみ、唐沢寿明、窪田正孝 | 1時間拡大                                       |
| 第289回                | 10月17日 | 葉加瀬太郎、木村多江 | 『深イイ話』との合体SP                          |
| 第290回                | 10月24日 | 内村光良（ウッチャンナンチャン）、知念侑李（Hey! Say! JUMP） |                                                 |
| 第291回                | 10月31日 | 坂上忍、古舘伊知郎、宮沢りえ、杉咲花 | 1時間拡大                                       |
| 第292回                | 11月14日 | 小栗旬、ピコ太郎 |                                                 |
| 第293回                | 11月21日 | 岡田准一（V6）、山崎貴、中条あやみ | 『深イイ話』との合体SP                          |
| 第294回                | 12月5日  | 菅田将暉、松下奈緒、水谷千重子、平野ノラ、YOKO FUCHIGAMI | 1時間拡大                                       |

##### 2017年
| 放送回                 | 放送日   | ゲスト | 備考                                            |
| ---------------------- | -------- | --- | ----------------------------------------------- |
| 新春SP                 | 1月1日   | 《スタジオ》ミラ・ジョヴォヴィッチ、高畑充希、門脇麦、城島茂（TOKIO）、坂本昌行・長野博・井ノ原快彦（V6）、綾瀬はるか、吉田沙保里、志尊淳、西川きよし、あばれる君、アンジャッシュ、今くるよ、オール阪神・巨人、おかずクラブ、黒沢かずこ（森三中）、椿鬼奴、陣内智則、スピードワゴン、トレンディエンジェル、ぺこ、りゅうちぇる、メイプル超合金、ロッチ、木下ほうか、松下奈緒 《ロケ》佐々木希、田畑智子、山村紅葉、安田美沙子、新子景視、紅蘭、神奈月、平成ノブシコブシ、山本高広、セニョール玉置、田中道子、こんちはる、むらせ、吉田沙保里、浜口京子、森星、マイケル富岡、ジャガーズ、ぺよん潤、岡田結実、指原莉乃（HKT48）、デヴィ夫人、平愛梨、鳥越俊太郎、元谷芙美子、IKKO | 9:30 - 15:50                                    |
| 第295回                | 1月16日  | 吉高由里子、榮倉奈々、大島優子 |                                                 |
| 第296回                | 1月23日  | 浅野忠信、綾野剛、松坂桃李 | 『深イイ話』との合体SP                          |
| 第297回                | 1月30日  | 天海祐希、坂口健太郎 |                                                 |
| 第298回                | 2月6日   | いとうあさこ、森三中、おかずクラブ、鈴木亮平、三浦貴大 |                                                 |
| 第299回                | 2月20日  | 広瀬すず、アンミカ |                                                 |
| 第300回                | 2月27日  | 森泉、森星、高嶋ちさ子、ブルゾンちえみwithB、アンジャッシュ | 1時間拡大                                       |
| 第301回                | 3月13日  | 波瑠、岡田将生、村上信五（関ジャニ∞） | 『深イイ話』との合体SP                          |
| 第302回                | 3月27日  | バカリズム、若林正恭（オードリー）、満島真之介 | 『深イイ話』との合体SP                          |
| 第303回                | 4月3日   | 亀梨和也（KAT-TUN）、木村文乃、加藤綾子、滝沢カレン、ヒロミ | 1時間拡大                                       |
| 第304回                | 4月10日  | 沢尻エリカ、小池栄子、ピース | 『深イイ話』との合体SP                          |
| 第305回                | 4月24日  | メイプル超合金、及川光博 |                                                 |
| 第306回                | 5月8日   | 梅沢富美男、ウエンツ瑛士 | 『深イイ話』との合体SP                          |
| 第307回                | 5月15日  | 市川染五郎、高梨沙羅、長嶋一茂、石原良純 | 1時間拡大                                       |
| 第308回                | 5月22日  | イモトアヤコ、伊野尾慧（Hey! Say! JUMP） |                                                 |
| 第309回                | 5月29日  | みやぞん（ANZEN漫才）、野村萬斎 |                                                 |
| 第310回                | 6月5日   | 指原莉乃（HKT48）、藤原竜也 |                                                 |
| 第311回                | 6月12日  | 尾野真千子、向井理、新井浩文 | 『深イイ話』との合体SP                          |
| 第312回                | 6月19日  | 浜崎あゆみ、土屋太鳳 |                                                 |
| 第313回                | 7月3日   | 錦戸亮（関ジャニ∞）、松岡茉優、柳楽優弥 | 『深イイ話』との合体SP                          |
| 第314回                | 7月10日  | 堂本剛（KinKi Kids）、福士蒼汰、遠藤憲一 |                                                 |
| 第315回                | 7月24日  | 加藤一二三、新田真剣佑 |                                                 |
| 第316回                | 7月31日  | 花田優一、葉加瀬太郎、オアシズ | 1時間拡大                                       |
| 第317回                | 8月21日  | 羽鳥慎一、小山慶一郎（NEWS）、芦田愛菜 |                                                 |
| 朝まで 生しゃべくり007 | 8月27日  | 櫻井翔（嵐）、亀梨和也（KAT-TUN）、小山慶一郎（NEWS）、石原さとみ、梅沢富美男、後藤輝基（フットボールアワー）、宮迫博之（雨上がり決死隊）、アンジャッシュ、磯野貴理子、北村晴男、東野幸治、村上淳、俄然風太、荒牧陽子、大久保佳代子（オアシズ）、山路徹 | 『24時間テレビ40』 深夜枠（生放送） 0:39 - 2:45 |
| 第318回                | 9月11日  | 竹内涼真、高畑充希、長澤まさみ | 『深イイ話』との合体SP                          |
| 第319回                | 9月18日  | 妻夫木聡、水原希子、本田翼 |                                                 |
| 第320回                | 10月9日  | 新垣結衣、石川佳純、ブルゾンちえみwithB、北野武、大森南朋、ピエール瀧、松重豊、大杉漣、白竜、光石研 | 1時間拡大                                       |
| 第321回                | 10月16日 | Matt、ムロツヨシ | 『深イイ話』との合体SP                          |
| 第322回                | 10月23日 | 博多華丸・大吉、尼神インター |                                                 |
| 第323回                | 10月30日 | 菅田将暉、桐谷健太、ギャル曽根 | 『深イイ話』との合体SP                          |
| 第324回                | 11月6日  | マツコ・デラックス、ブルゾンちえみwithB、そらジロー |                                                 |
| 第325回                | 11月20日 | アンジャッシュ、シシド・カフカ |                                                 |
| 第326回                | 11月27日 | 大泉洋（TEAM NACS）、北川景子、広末涼子 |                                                 |
| 第327回                | 12月4日  | サンドウィッチマン、YOSHIKI、水卜麻美（日本テレビアナウンサー）、にゃんこスター | 1時間拡大                                       |

##### 2018年
| 放送回                 | 放送日   | ゲスト | 備考                                            |
| ---------------------- | -------- | --- | ----------------------------------------------- |
| 新春SP                 | 1月2日   | 田中将大、松本白鸚、松本幸四郎、市川染五郎、石原良純、梅沢富美男、城島茂（TOKIO）、立川志らく、ダレノガレ明美、長嶋一茂、羽鳥慎一、Matt、いとうあさこ、岡江久美子、小倉優子、河北麻友子、ギャル曽根、佐藤仁美、滝沢カレン、藤田ニコル、尼神インター、加藤一二三、サンシャイン池崎、出川哲朗、とろサーモン、にゃんこスター、ブルゾンちえみwithB、みやぞん（ANZEN漫才）、メイプル超合金、オースティン・マホーン、波瑠、広瀬すず、宮川大助・花子、山田涼介（Hey! Say! JUMP） | 18:30 - 22:54                                   |
| 第328回                | 1月15日  | 織田信成、村上佳菜子、小澤征悦 | 『深イイ話』との合体SP                          |
| 第329回                | 1月22日  | 渡辺直美 |                                                 |
| 第330回                | 1月29日  | 阿川佐和子、ゆりやんレトリィバァ |                                                 |
| 第331回                | 2月5日   | 綾瀬はるか、坂口健太郎、二階堂ふみ、ガンバレルーヤ |                                                 |
| 第332回                | 2月12日  | 天海祐希、ネルソンズ、四千頭身、チャンス大城、江口のりこ | 『深イイ話』との合体SP                          |
| 第333回                | 2月26日  | 広瀬すず、野村周平、新田真剣佑、上白石萌音、松岡茉優、賀来賢人 |                                                 |
| 第334回                | 3月12日  | 水野美紀、完熟フレッシュ |                                                 |
| 第335回                | 3月19日  | 滝沢カレン、ハリセンボン、くっきー（野性爆弾）、福島善成（ガリットチュウ） |                                                 |
| 第336回                | 3月26日  | 戸田恵梨香、浜辺美波 | 『深イイ話』との合体SP                          |
| 第337回                | 4月9日   | 髙木菜那、髙木美帆、佐藤綾乃、菊池彩花、吉高由里子、安田顕（TEAM NACS）、上戸彩 | 1時間拡大                                       |
| 第338回                | 4月16日  | 仲里依紗、原大智 | 『深イイ話』との合体SP                          |
| 第339回                | 4月23日  | 高嶋ちさ子、森崎ウィン |                                                 |
| 第340回                | 4月30日  | 乃木坂46（秋元真夏、生田絵梨花、齋藤飛鳥、白石麻衣、西野七瀬、松村沙友理）、吉田鋼太郎 |                                                 |
| 第341回                | 5月7日   | 滝藤賢一、吉田羊 |                                                 |
| 第342回                | 5月14日  | 阿部寛、小籔千豊 |                                                 |
| 第343回                | 5月21日  | 大泉洋（TEAM NACS）、小松菜奈 |                                                 |
| 第344回                | 5月28日  | 安達祐実、北村匠海 | 『深イイ話』との合体SP                          |
| 第345回                | 6月4日   | 本橋麻里、藤澤五月、吉田知那美、吉田夕梨花、鈴木夕湖 |                                                 |
| 第346回                | 6月11日  | 三代目 J Soul Brothers from EXILE TRIBE、志尊淳 |                                                 |
| 第347回                | 6月18日  | 森三中、丸山桂里奈 |                                                 |
| 第348回                | 6月25日  | 石原さとみ、峯田和伸（銀杏BOYZ）、森泉、森星、長嶋一茂 | 1時間拡大                                       |
| 第349回                | 7月2日   | 三浦祐太朗、葵わかな | 『深イイ話』との合体SP                          |
| 第350回                | 7月16日  | 波瑠、高橋メアリージュン、杉咲花 |                                                 |
| 第351回                | 7月23日  | 竹内涼真、風間俊介 |                                                 |
| 第352回                | 7月30日  | 田中圭 |                                                 |
| 第353回                | 8月13日  | 木村佳乃、ひょっこりはん | 『深イイ話』との合体SP                          |
| 第354回                | 8月20日  | 土屋太鳳、芳根京子、みやぞん（ANZEN漫才） |                                                 |
| 朝まで 生しゃべくり007 | 8月26日  | 坂上忍、梅沢富美男、出川哲朗、いとうあさこ、藤田ニコル、滝沢カレン、DA PUMP、ダンディ坂野、スギちゃん、村上ショージ、林家ペー、林家パー子、森三中、鈴木奈々、須田亜香里（SKE48）、丸山桂里奈、尼神インター、安藤なつ（メイプル超合金）、俄然風太 | 『24時間テレビ41』 深夜枠（生放送） 0:41 - 2:45 |
| 第355回                | 9月3日   | 平手友梨奈（欅坂46）、北川景子、佐藤エリ | 『深イイ話』との合体SP                          |
| 第356回                | 9月10日  | 間宮祥太朗、藤田ニコル |                                                 |
| 第357回                | 9月17日  | 和田アキ子、ガンバレルーヤ |                                                 |
| 第358回                | 9月24日  | いとうあさこ、大久保佳代子（オアシズ）、井浦新 | 『深イイ話』との合体SP                          |
| 第359回                | 10月8日  | HIKAKIN、出川哲朗、阿部サダヲ、吉岡里帆 | 1時間拡大                                       |
| 第360回                | 10月15日 | 佐藤健、高橋一生 | 『深イイ話』との合体SP                          |
| 第361回                | 10月22日 | 平野紫耀（King & Prince）、中村倫也 |                                                 |
| 第362回                | 10月29日 | VERBAL（m-flo）、貴乃花、渡部建（アンジャッシュ）、西尾季隆（X-GUN）、羽鳥慎一、風間俊介、そらジロー | 1時間拡大                                       |
| 第363回                | 11月12日 | 草刈正雄、村上淳、村上虹郎 |                                                 |
| 第364回                | 11月19日 | 賀来賢人、佐藤二朗、高橋優 |                                                 |
| 第365回                | 11月26日 | 武田真治、チョコレートプラネット |                                                 |
| 第366回                | 12月17日 | 水沢アリー、8.6秒バズーカー、あやまんJAPAN、髙嶋政宏 | 『深イイ話』との合体SP                          |

##### 2019年
| 放送回                 | 放送日   | ゲスト | 備考                                            |
| ---------------------- | -------- | --- | ----------------------------------------------- |
| 新春SP                 | 1月2日   | 高嶋ちさ子、高嶋弘之、木嶋真優、高橋英樹、高橋真麻、芦田愛菜、菅田将暉、いつもここから、ですよ。、コウメ太夫、永野芽郁 《新春特別企画》貴乃花、瀬戸内寂聴、石田純一、東尾理子、東尾修、すみれ | 18:30 - 22:54                                   |
| 第367回                | 1月7日   | 渡辺直美 |                                                 |
| 第368回                | 1月28日  | 古市憲寿、小手伸也 |                                                 |
| 第369回                | 2月4日   | GACKT、新田真剣佑、細木かおり | 1時間拡大                                       |
| 第370回                | 2月18日  | 生田斗真、打首獄門同好会、BiSH、木嶋真優 | 『深イイ話』との合体SP                          |
| 第371回                | 2月25日  | 高橋一生、川口春奈、伍代夏子 |                                                 |
| 第372回                | 3月11日  | 井上芳雄、生田絵梨花（乃木坂46）、霜降り明星 |                                                 |
| 第373回                | 3月18日  | 高畑充希、片寄涼太（GENERATIONS from EXILE TRIBE） | 『深イイ話』との合体SP                          |
| 第374回                | 3月25日  | King & Prince、髙橋大輔、村上佳菜子、斎藤工 | 1時間拡大                                       |
| 番組対抗SP             | 4月7日   | 原田知世、木村多江、中条あやみ、水川あさみ、古田新太、城島茂（TOKIO） | 『日テレ系人気番組No.1決定戦』 22時台           |
| 第375回                | 4月8日   | キアラ・セトル、山崎賢人、吉沢亮、長澤まさみ、橋本環奈、高嶋政宏、本田望結、本田紗来、ジャガー横田、木下博勝、木下大維志                                                                      | 1時間拡大                                       |
| 第376回                | 4月15日  | ジャニーズWEST、富田望生、森七菜、福原遥 | 『深イイ話』との合体SP                          |
| 第377回                | 4月22日  | 稲垣啓太、田中史朗、田村優、福岡堅樹、堀江翔太、レメキロマノラヴァ、テミン（SHINee） |                                                 |
| 第378回                | 4月29日  | ふぉ〜ゆ〜、あの（ゆるめるモ!）、ニッチロー'、伊沢拓司、SASUKE、俄然風太、チャーミーそよ風、諒                                                                                                |                                                 |
| 第379回                | 5月6日   | サンドウィッチマン |                                                 |
| 第380回                | 5月13日  | 指原莉乃、ファンキー加藤 |                                                 |
| 第381回                | 5月27日  | 宮野真守、山田裕貴 | 『深イイ話』との合体SP                          |
| 第382回                | 6月3日   | 堤真一、柳楽優弥、玉森裕太（Kis-My-Ft2） |                                                 |
| 第383回                | 6月10日  | 岡田准一（V6）、安田顕（TEAM NACS）、関水渚 |                                                 |
| 第384回                | 6月17日  | 沢村一樹、伊藤健太郎 | 『深イイ話』との合体SP                          |
| 第385回                | 6月24日  | 田中圭、横浜流星、m-flo |                                                 |
| 第386回                | 7月1日   | 真矢みき、新木優子 |                                                 |
| 第387回                | 7月8日   | 米倉涼子、杏、広瀬アリス | 1時間拡大                                       |
| 第388回                | 7月15日  | 菅田将暉、柄本佑 |                                                 |
| 第389回                | 7月29日  | 20th Century、山本舞香 | 『深イイ話』との合体SP                          |
| 第390回                | 8月5日   | 木下優樹菜、磯村勇斗 |                                                 |
| 第391回                | 8月12日  | 城田優、前田裕二 |                                                 |
| 第392回                | 8月19日  | 星野源、IZ*ONE |                                                 |
| 朝まで 生しゃべくり007 | 8月25日  | 大野智・松本潤（嵐）、吉村崇（平成ノブシコブシ）、釈由美子、市井紗耶香、原田龍二、チェリー吉武                                                                                                | 『24時間テレビ42』 深夜枠（生放送） 2:47 - 4:30 |
| 第393回                | 9月2日   | 小栗旬、西野七瀬、奈緒、金澤美穂 |                                                 |
| 第394回                | 9月9日   | 前田敦子、廣瀬俊朗 | 『深イイ話』との合体SP                          |
| 第395回                | 9月23日  | 宇賀なつみ、清塚信也 |                                                 |
| 第396回                | 10月7日  | 松たか子、広瀬すず、杉咲花、松岡茉優 | 1時間拡大                                       |
| 第397回                | 10月21日 | 滝藤賢一、中川家 | 『深イイ話』との合体SP                          |
| 第398回                | 10月28日 | 福山雅治、ジェジュン |                                                 |
| 第399回                | 11月18日 | 神木隆之介、眞栄田郷敦、YOSHI | 1時間拡大                                       |
| 第400回                | 11月25日 | 田中みな実、神田松之丞 | 『深イイ話』との合体SP                          |
| 第401回                | 12月16日 | 今田美桜、トラウデン直美 | 『深イイ話』との合体SP                          |

##### 2020年
| 放送回  | 放送日   | ゲスト | 備考                   |
| ------- | -------- | --- | ---------------------- |
| 新春SP  | 1月2日   | 高嶋ちさ子、高嶋弘之、古澤巌、宮本笑里、剛力彩芽、田中史朗、田村優、山中亮平、松田力也、姫野和樹、稲垣啓太、堀江翔太、井上尚弥、SixTONES、Snow Man、武蔵丸 | 18:30 - 22:54          |
| 第402回 | 1月20日  | SHELLY | 『深イイ話』との合体SP |
| 第403回 | 1月27日  | 3時のヒロイン、大沢たかお、賀来賢人、岩田剛典（EXILE、三代目 J Soul Brothers from EXILE TRIBE）                                                            |                        |
| 第404回 | 2月3日   | 橋本環奈 |                        |
| 第405回 | 2月10日  | かまいたち、ぺこぱ、ミルクボーイ |                        |
| 第406回 | 2月17日  | 石倉ノア、島袋聖南 |                        |
| 第407回 | 2月24日  | 永野芽郁、JUJU |                        |
| 第408回 | 3月9日   | 千葉雄大、成田凌、竹内由恵 |                        |
| 第409回 | 3月16日  | 生見愛瑠、香音、莉子、福山絢水、湯上響花、筒井結愛 | 『深イイ話』との合体SP |
| 第410回 | 3月23日  | 中島健人（Sexy Zone）、平野紫耀（King & Prince） |                        |
| 第411回 | 3月30日  | 近藤春菜（ハリセンボン）、水卜麻美（日本テレビアナウンサー）                                                                                               |                        |
| 第412回 | 4月20日  | （名場面SP） | 1時間拡大              |
| 第413回 | 4月27日  | 中川大志 |                        |
| 第414回 | 5月4日   | ぼる塾、西田さおり（世間知らズ）、丸山礼、みほとけ | 『深イイ話』との合体SP |
| 第415回 | 5月11日  | 寺田心 |                        |
| 第416回 | 5月18日  | 亜生（ミキ）、兼近大樹（EXIT）、フワちゃん、ゆめっち（3時のヒロイン）                                                                                      | 『深イイ話』との合体SP |
| 第417回 | 5月25日  | ファーストサマーウイカ、城田優、志尊淳 |                        |
| 第418回 | 6月1日   | 滝沢カレン | 『深イイ話』との合体SP |
| 第419回 | 6月8日   | 冨永愛、鬼越トマホーク |                        |
| 第420回 | 6月15日  | みちょぱ、四千頭身 |                        |
| 第421回 | 6月22日  | 中島健人（Sexy Zone）、平野紫耀（King & Prince） | 『深イイ話』との合体SP |
| 第422回 | 7月6日   | 後藤輝基（フットボールアワー）、SHELLY、指原莉乃、千鳥、小松美羽                                                                                           | 1時間拡大              |
| 第423回 | 7月20日  | 佐藤栞里、後藤輝基（フットボールアワー）、SHELLY、指原莉乃                                                                                                 |                        |
| 第424回 | 7月27日  | BiSH、秋元才加 |                        |
| 第425回 | 8月3日   | 井ノ原快彦（V6）、増田貴久（NEWS）、北山宏光（Kis-My-Ft2）、重岡大毅（ジャニーズWEST）、岸優太（King & Prince）                                            |                        |
| 第426回 | 8月17日  | 吉沢亮、柄本佑、MIYAVIファミリー | 『深イイ話』との合体SP |
| 第427回 | 8月31日  | ミラクルひかる、みかん、丸山礼、エミリン、いわたまあり、桃田賢斗                                                                                           |                        |
| 第428回 | 9月7日   | チョコレートプラネット、鬼頭明里 |                        |
| 第429回 | 9月14日  | あんり（ぼる塾）、よしこ（ガンバレルーヤ）、さきぽん、かなで（3時のヒロイン）、西田さおり（世間知らズ）                                                    |                        |
| 第430回 | 9月21日  | 芦田愛菜 | 『深イイ話』との合体SP |
| 第431回 | 10月12日 | 広瀬香美、市川猿之助、ウエンツ瑛士 | 1時間拡大              |
| 第432回 | 10月19日 | 横浜流星、加藤清史郎 |                        |
| 第433回 | 10月26日 | 中島美嘉、三浦瑠麗 |                        |
| 第434回 | 11月9日  | 綾野剛、北川景子 | 『深イイ話』との合体SP |
| 第435回 | 11月16日 | 花澤香菜、宮野真守、河合郁人（A.B.C-Z） |                        |
| 第436回 | 11月23日 | NiziU |                        |
| 第437回 | 11月30日 | 大泉洋（TEAM NACS）、髙橋優斗（HiHi Jets） |                        |
| 第438回 | 12月7日  | 広瀬アリス、勝地涼、アンミカ | 『深イイ話』との合体SP |
| 第439回 | 12月28日 | 花江夏樹、関ジャニ∞、加藤シゲアキ（NEWS）、吉住、白石麻衣                                                                                                  | 1時間半拡大            |

##### 2021年
| 放送回  | 放送日   | ゲスト                                                                                           | 備考                   |
| ------- | -------- | ------------------------------------------------------------------------------------------------ | ---------------------- |
| 第440回 | 1月11日  | 菅野美穂                                                                                         |                        |
| 第441回 | 1月18日  | 志尊淳、平手友梨奈、伊沢拓司                                                                     |                        |
| 第442回 | 1月25日  | 中条あやみ、おいでやすこが                                                                       | 『深イイ話』との合体SP |
| 第443回 | 2月1日   | アンタッチャブル                                                                                 |                        |
| 第444回 | 2月8日   | 神尾楓珠、丸山礼、みかん、ミラクルひかる                                                         |                        |
| 第445回 | 2月15日  | 羽鳥慎一、森七菜                                                                                 | 『深イイ話』との合体SP |
| 第446回 | 2月22日  | 藤原竜也、小手伸也、ハナコ                                                                       |                        |
| 第447回 | 3月1日   | aiko                                                                                             |                        |
| 第448回 | 3月8日   | 綾瀬はるか                                                                                       |                        |
| 第449回 | 3月15日  | 中村倫也、アレックス・ラミレス、ラミレス美保                                                     |                        |
| 第450回 | 3月22日  | SEKAI NO OWARI、藤森慎吾（オリエンタルラジオ）                                                   | 『深イイ話』との合体SP |
| 第451回 | 4月5日   | ローラ                                                                                           |                        |
| 第452回 | 4月12日  | 石原さとみ、広瀬すず、櫻井翔、江口洋介、かまいたち                                               | 1時間拡大              |
| 第453回 | 4月19日  | 菅田将暉、有村架純、仲野太賀、古川琴音、神木隆之介                                               |                        |
| 第454回 | 4月26日  | 米倉涼子                                                                                         |                        |
| 第455回 | 5月3日   | 田中圭                                                                                           | 『深イイ話』との合体SP |
| 第456回 | 5月10日  | 竹内涼真、あいなぷぅ（パーパー）、荒川（エルフ）、岩倉美里（蛙亭）、横井かりこる（フタリシズカ） |                        |
| 第457回 | 5月17日  | 南野陽子、ジャニーズWEST                                                                         |                        |
| 第458回 | 5月24日  | 日向坂46（加藤史帆、河田陽菜、佐々木久美、佐々木美玲、丹生明里）、牧瀬里穂                       |                        |
| 第459回 | 6月7日   | 村方乃々佳、毎田暖乃                                                                             |                        |
| 第460回 | 6月14日  | EXIT、小西はる、東野絢香、松本妃代                                                               |                        |
| 第461回 | 6月21日  | 羽鳥慎一、水卜麻美、中川大志                                                                     | 『深イイ話』との合体SP |
| 第462回 | 7月5日   | 戸田恵梨香、児嶋一哉（アンジャッシュ）、平野紫耀（King & Prince）、市川猿之助                    | 1時間拡大              |
| 第463回 | 7月12日  | 原田龍二、原田愛、GENERATIONS from EXILE TRIBE                                                   | 『深イイ話』との合体SP |
| 第464回 | 7月26日  | 鈴鹿央士、細田佳央太、斉藤由貴                                                                   |                        |
| 第465回 | 8月2日   | 赤楚衛二、SUMIRE、Kis-My-Ft2                                                                     |                        |
| 第466回 | 8月16日  | King & Prince                                                                                    | 『深イイ話』との合体SP |
| 第467回 | 8月30日  | 髙田真希、町田瑠唯、宮澤夕貴、林咲希、馬瓜エブリン、赤穂ひまわり、トム・ホーバス                 |                        |
| 第468回 | 9月6日   | 芦田愛菜、桐谷健太、高橋克典                                                                     |                        |
| 第469回 | 9月13日  | 四十住さくら、中村貴咲、伊佐風椰、堤真一                                                         |                        |
| 第470回 | 9月20日  | 中谷美紀、田中圭、志田彩良、嵐莉菜                                                               | 『深イイ話』との合体SP |
| 第471回 | 9月27日  | 杉咲花、杉野遥亮、もう中学生                                                                     |                        |
| 第472回 | 10月18日 | 有働由美子、なにわ男子、空気階段                                                                 | 1時間拡大              |
| 第473回 | 10月25日 | 後藤真希、永野芽郁、滝藤賢一                                                                     | 『深イイ話』との合体SP |
| 第474回 | 11月8日  | 二宮和也（嵐）、チョコレートプラネット、シソンヌ                                                 |                        |
| 第475回 | 11月15日 | 鈴木福、鈴木夢、鈴木楽、鈴木誉、三代目 J Soul Brothers from EXILE TRIBE                          |                        |
| 第476回 | 11月22日 | 中村獅童、中村陽喜、菅原小春                                                                     | 『深イイ話』との合体SP |
| 第477回 | 11月29日 | 相川七瀬、大黒摩季、杏子、寺田恵子、中村あゆみ、片岡愛之助                                       |                        |
| 第478回 | 12月6日  | 新庄剛志、すとぷり                                                                               |                        |
| 第479回 | 12月27日 | YOSHIKI、上白石萌音、DISH//、イ・ジョンジェ                                                      | 1時間拡大              |

##### 2022年
| 放送回  | 放送日  | ゲスト                               | 備考                     |
| ------- | ------- | ------------------------------------ | ------------------------ |
| 第480回 | 1月17日 | 錦鯉、池田エライザ                   | 『深イイ話』との合体SP   |
| 第481回 | 1月24日 | 松田翔太、橋本環奈                   |                          |
| 第482回 | 1月31日 | 藤原竜也、松山ケンイチ、桂宮治       |                          |
| 第483回 | 2月14日 | ジャングルポケット、ザ・ドリフターズ |                          |
| 第484回 | 2月28日 | 水谷隼、石井亮次                     | 『深イイ話』との合体SP   |
| 第485回 | 3月7日  | 阿佐ヶ谷姉妹、TRF                    |                          |
| 第486回 | 3月14日 | 川﨑宗則、キングコング               | 『深イイ話』との合体SP   |
| 第487回 | 3月28日 | アンガールズ、NON STYLE              | この回まで22時台での放送 |

#### 21:00 - 21:54時代

##### 2022年
| 放送回  | 放送日   | ゲスト | 備考                     |
| ------- | -------- | --- | ------------------------ |
| 第488回 | 4月4日   | マツコ・デラックス | この回から21時台での放送 |
| 第489回 | 4月11日  | 明石家さんま、ヒロミ、高橋みなみ、塚本高史、ナヲ（マキシマム ザ ホルモン）、ROLAND                                                             | 1時間拡大                |
| 第490回 | 4月18日  | 髙木菜那、髙木美帆、佐藤綾乃 |                          |
| 第491回 | 4月25日  | 川栄李奈、津田寛治 |                          |
| 第492回 | 5月2日   | JP |                          |
| 第493回 | 5月9日   | 出川哲朗 |                          |
| 第494回 | 5月16日  | 柳葉敏郎、藤あや子、佐々木希、岡部大（ハナコ）、加藤夏希、永沢たかし（磁石）、鳥居みゆき、椿鬼奴                                               |                          |
| 第495回 | 5月23日  | 空気階段 |                          |
| 第496回 | 6月6日   | 坂上忍 |                          |
| 第497回 | 6月13日  | 佐々木健介、北斗晶、佐々木健之介、門倉凛 |                          |
| 第498回 | 6月20日  | 本田真凜、本田望結、本田紗来、村方乃々佳 |                          |
| 第499回 | 6月27日  | 渡辺直美 |                          |
| 第500回 | 7月4日   | 花江夏樹、小野賢章、梶裕貴 |                          |
| 第501回 | 7月11日  | SHELLY、ダイアン、かまいたち | 1時間拡大                |
| 第502回 | 7月25日  | ナイツ、おぼん・こぼん、U字工事、錦鯉、カミナリ                                                                                                |                          |
| 第503回 | 8月1日   | SHELLY、Crystal Kay |                          |
| 第504回 | 8月8日   | 具志堅用高、ISSA（DA PUMP）、島袋寛子、ゴリ（ガレッジセール）、NANA（MAX）、ゆっきー（キャン×キャン）、平川美香、山本博（ロバート）            |                          |
| 第505回 | 8月15日  | パンサー、ジャングルポケット |                          |
| 第506回 | 8月22日  | ジャにのちゃんねる、相田翔子、ウルフ・アロン、川畑要（CHEMISTRY）、平野ノラ、LiLiCo、りゅうたろう（ウォーリーズジャパン）                      |                          |
| 第507回 | 9月5日   | マヂカルラブリー、いとくとら |                          |
| 第508回 | 9月12日  | 寺田心 |                          |
| 第509回 | 9月19日  | 吉田羊、中山美穂 |                          |
| 第510回 | 9月26日  | 陣内孝則、小峠英二（バイきんぐ）、黒瀬純（パンクブーブー）、大家志津香、ひぐち君（髭男爵）、マサル、尾崎里紗、くまモン                         |                          |
| 第511回 | 10月3日  | 魔裟斗、矢沢心 |                          |
| 第512回 | 10月10日 | 今田耕司、羽鳥慎一 | 1時間拡大                |
| 第513回 | 10月24日 | 清水ミチコ、大久保佳代子（オアシズ）、椿鬼奴、黒沢かずこ（森三中）、バービー（フォーリンラブ）、白鳥久美子（たんぽぽ）、近藤くみこ（ニッチェ） |                          |
| 第514回 | 11月7日  | 長嶋一茂 |                          |
| 第515回 | 11月14日 | 佐藤仁美、柿澤勇人 |                          |
| 第516回 | 11月21日 | 中山秀征、井森美幸、JOY、荻原次晴、関太（タイムマシーン3号）、宮下兼史鷹（宮下草薙）、加藤ナナ、濵田崇裕（ジャニーズWEST）                     |                          |
| 第517回 | 11月28日 | 長州力、武藤敬司 |                          |
| 第518回 | 12月5日  | 村山輝星、小田茜 |                          |
| 第519回 | 12月12日 | キンタロー。、ジョイマン、髭男爵、ムーディ勝山、レイザーラモンHG、レギュラー、桂三度、ひょっこりはん                                           |                          |
| 第520回 | 12月19日 | 山本耕史、上白石萌音、中山美穂、くっきー!（野性爆弾）                                                                                          | 1時間拡大                |

##### 2023年
| 放送回  | 放送日   | ゲスト | 備考                        |
| ------- | -------- | --- | --------------------------- |
| 第521回 | 1月23日  | 佐々木朗希、松川虎生 |                             |
| 第522回 | 1月30日  | 木村拓哉、綾瀬はるか | 1時間拡大                   |
| 第523回 | 2月6日   | 王林、ローラ |                             |
| 第524回 | 2月13日  | 葉加瀬太郎、高田向日葵 |                             |
| 第525回 | 2月20日  | やす子 |                             |
| 第526回 | 2月27日  | オリエンタルラジオ |                             |
| 第527回 | 3月6日   | KARA、YOSHIKI |                             |
| 第528回 | 3月13日  | 櫻井翔 |                             |
| 第529回 | 4月3日   | 佐々木朗希、松川虎生 | 2023年1月23日放送分の完全版 |
| 第530回 | 4月10日  | 栗山英樹、長嶋一茂、武田真一、藤井貴彦（日本テレビアナウンサー）、山里亮太（南海キャンディーズ） | 1時間拡大                   |
| 第531回 | 4月24日  | イモトアヤコ |                             |
| 第532回 | 5月1日   | ガンバレルーヤ |                             |
| 第533回 | 5月8日   | 若槻千夏、藤田ニコル、みりちゃむ、朝日奈央、虻川美穂子（北陽）、赤荻瞳、メルヘン須長 |                             |
| 第534回 | 5月15日  | JP、レッツゴーよしまさ |                             |
| 第535回 | 5月29日  | ジョニー志村、浅田芭路、小林優仁、白山乃愛、永尾柚乃、村方乃々佳 |                             |
| 第536回 | 6月5日   | GACKT |                             |
| 第537回 | 6月12日  | 高嶋ちさ子 |                             |
| 第538回 | 6月19日  | 髙橋大輔、村元哉中 |                             |
| 第539回 | 6月26日  | 佐久間大介（Snow Man）、サンシャイン池崎、中川剛（中川家）、山内健司（かまいたち） |                             |
| 第540回 | 7月3日   | 伊藤沙莉 |                             |
| 第541回 | 7月24日  | 大栄翔、大翔鵬、剣翔、翔猿、黒木メイサ |                             |
| 第542回 | 7月31日  | 森田哲矢（さらば青春の光） |                             |
| 第543回 | 8月14日  | AI |                             |
| 第544回 | 8月21日  | 男闘呼組 |                             |
| 第545回 | 9月4日   | 布袋寅泰 |                             |
| 第546回 | 9月18日  | LE SSERAFIM |                             |
| 第547回 | 10月2日  | 小田凱人 |                             |
| 第548回 | 10月9日  | ヒロミ、ROLAND、高橋みなみ、北山たけし、塚本高史、黒沢薫（ゴスペラーズ）、ナヲ（マキシマム ザ ホルモン）、若槻千夏、春日俊彰（オードリー）、島崎遥香、藤田ニコル、虻川美穂子（北陽）、緑川静香、メルヘン須長、北口榛花、ジョシュ・ホーキンソン |                             |
| 第549回 | 10月23日 | いとうあさこ |                             |
| 第550回 | 10月30日 | 小泉孝太郎 |                             |
| 第551回 | 11月13日 | 大久保佳代子（オアシズ）、寺田心、中岡創一（ロッチ）、光石研、みやぞん（ANZEN漫才） |                             |
| 第552回 | 11月20日 | 長嶋一茂、定岡正二、宮本和知、元木大介 |                             |
| 第553回 | 11月27日 | 田中裕二（爆笑問題） |                             |
| 第554回 | 12月4日  | 藤原紀香 |                             |
| 第555回 | 12月11日 | 木村昴 |                             |
| 第556回 | 12月18日 | 糸原健斗、大竹耕太郎、坂本誠志郎、村上頌樹、森下翔太、とにかく明るい安村 | 1時間拡大                   |

##### 2024年
| 放送回  | 放送日   | ゲスト | 備考      |
| ------- | -------- | --- | --------- |
| 第557回 | 1月8日   | 花田虎上、武蔵丸光洋、栃東大裕、旭道山和泰、舞の海秀平、富栄ドラム、門脇麦                                 | 1時間拡大 |
| 第558回 | 1月22日  | 原晋、原美穂                                                                                               |           |
| 第559回 | 1月29日  | ハリセンボン                                                                                               |           |
| 第560回 | 2月5日   | ギャル曽根ファミリー                                                                                       |           |
| 第561回 | 2月12日  | 劇団ひとり、鈴木保奈美                                                                                     |           |
| 第562回 | 2月19日  | ほいけんた、JP、キンタロー。                                                                               |           |
| 第563回 | 3月4日   | 藤本美貴                                                                                                   |           |
| 第564回 | 3月11日  | 堂本光一（KinKi Kids）                                                                                     |           |
| 第565回 | 3月18日  | あの、幾田りら                                                                                             |           |
| 第566回 | 4月1日   | 森三中 |           |
| 第567回 | 4月15日  | DAIGO |           |
| 第568回 | 4月22日  | 小澤征悦                                                                                                   |           |
| 第569回 | 4月29日  | エルフ |           |
| 第570回 | 5月6日   | 野々村友紀子                                                                                               |           |
| 第571回 | 5月13日  | 舘ひろし、柴田恭兵                                                                                         |           |
| 第572回 | 5月20日  | 杏 |           |
| 第573回 | 6月10日  | 大泉洋、IVE                                                                                                |           |
| 第574回 | 6月17日  | 上戸彩 |           |
| 第575回 | 7月1日   | 市村正親、市村優汰                                                                                         |           |
| 第576回 | 7月8日   | HY |           |
| 第577回 | 7月29日  | SUPER EIGHT                                                                                                |           |
| 第578回 | 8月5日   | ナイツ、おぼん・こぼん、錦鯉、U字工事、ちゃんぴおんず                                                      |           |
| 第579回 | 8月12日  | 堂本剛（KinKi Kids）                                                                                       |           |
| 第580回 | 8月26日  | 上田晋也、羽鳥慎一、水卜麻美                                                                               |           |
| 第581回 | 9月9日   | 江口のりこ、松尾諭                                                                                         |           |
| 第582回 | 9月16日  | 阿部詩、阿部一二三、永山竜樹、橋本壮市                                                                     |           |
| 第583回 | 9月23日  | 新しい学校のリーダーズ                                                                                     | [ 注 15 ] |
| 第584回 | 9月30日  | 高嶋ちさ子、上野優佳、塚地武雅（ドランクドラゴン）、椿鬼奴、開心那、藤原倫己、Matt、チャウヌ               |           |
| 第585回 | 10月7日  | Kōki,、渡邊圭祐、綱啓永                                                                                    | 1時間拡大 |
| 第586回 | 10月28日 | 大竹しのぶ                                                                                                 |           |
| 第587回 | 11月11日 | 長嶋一茂、定岡正二、宮本和知                                                                               |           |
| 第588回 | 11月18日 | ダンプ松本、長与千種、ライオネス飛鳥、ジャガー横田、ブル中野、井上京子                                     |           |
| 第589回 | 11月25日 | やす子、長州力、 松陰寺太勇（ぺこぱ）、松村邦洋                                                            |           |
| 第590回 | 12月9日  | Mrs. GREEN APPLE                                                                                           |           |
| 第591回 | 12月23日 | 松山ケンイチ、染谷将太、山田孝之、藤原竜也、花田虎上、旭道山和泰、舞の海秀平、御嶽海、若元春、阿炎、一山本 | 1時間拡大 |

##### 2025年
| 放送回  | 放送日  | ゲスト                                                                             | 備考      |
| ------- | ------- | ---------------------------------------------------------------------------------- | --------- |
| 第592回 | 1月20日 | 三浦知良、武田修宏、都並敏史、岡野雅行、前園真聖、森保一                           | 1時間拡大 |
| 第593回 | 1月27日 | ホラン千秋                                                                         |           |
| 第594回 | 2月3日  | 松たか子、松村北斗（SixTONES）                                                     |           |
| 第595回 | 2月10日 | 原晋、瀬古利彦、高橋尚子、福士加代子                                               |           |
| 第596回 | 2月17日 | 菊池風磨（timelesz）                                                               |           |
| 第597回 | 2月24日 | THE ALFEE                                                                          |           |
| 第598回 | 3月3日  | こっちのけんと                                                                     |           |
| 第599回 | 3月17日 | 坂上忍                                                                             |           |
| 第600回 | 3月24日 | 広瀬すず                                                                           |           |
| 第601回 | 4月7日  | 爆笑問題、棚橋弘至、上谷沙弥、白川未奈、中野たむ、刀羅ナツコ、なつぽい、ダンプ松本 | 1時間拡大 |
| 第602回 | 4月21日 | せいや（霜降り明星）                                                               |           |
| 第603回 | 4月28日 | ダイアン                                                                           |           |
| 第604回 | 5月5日  | 松田元太（Travis Japan）                                                           |           |
| 第605回 | 5月12日 | 手越祐也                                                                           |           |
| 第606回 | 5月26日 | MISIA                                                                              |           |
| 第607回 | 6月16日 | XG                                                                                 |           |
| 第608回 | 6月23日 | 蒼井優                                                                             |           |
| 第609回 | 6月30日 | パンサー                                                                           |           |
| 第610回 | 7月7日  | 髙橋藍、髙橋塁                                                                     |           |
| 第611回 | 7月28日 | 狩野英孝                                                                           |           |
| 第612回 | 8月4日  | いとうあさこ、原嘉孝（timelesz）                                                   |           |
| 第613回 | 8月18日 | 藤本美貴、中村仁美                                                                 |           |
| 第614回 | 8月25日 | 長嶋一茂、槙原寛己、元木大介                                                       |           |

## 主な企画・コーナー（過去の物も含む）
ギリギリ007
レギュラー出演者それぞれがゲストにギリギリ答えてもらえそうな質問をし、ゲストはその質問に答えるか、NGかを決め、その後OKした質問にすべて答えていくコーナー。進行は上田が担当。
ただし、過激な回答についてはピー音（ピストル音やマシンガン音を使うことが多い）が入ることもある。
堀内が最初に質問をするときはどうでもいい質問をするため、上田につっこまれることが恒例となっている（直後に「ジュン、ジュワ〜」とアクションもつけることも）。
例外として、レギュラー出演者がギリギリ007のターゲットになることもある。2009年1月26日の生放送では徳井が、同年8月29日の『24時間テレビ』内での生放送では有田がターゲットになり、有田が「今後こういう事があるって事だからな」と発言しており、今後の放送で他のレギュラー出演者がギリギリ007のターゲットにされる可能性がある。
ターゲットに選ばれたタレントの回答がネットを中心に騒動になったことがあるため現在では事前に観覧客に口外厳禁の誓約書を求めており、その回の回答が流出した際には観覧者全員が今後観覧禁止になるなどの措置が取られている。
用語
チェック・ザ・晋也ゲストが質問内容に対してどこまで答えていいのか迷っているときに使えるシステム。上田に耳打ちで内容を教えて、それを放送できるかどうかを判断する。なお上田がその内容について知らなかった時には、同様の手順を徳井が行う「チェック・ザ・ハンサム」（徳井が自ら命名）を行う場合もある。また、「Jチェック」として、名倉に耳打ちをする場合もある。
口パク晋也ゲストが「チェック・ザ・晋也」で伝えた内容を、上田が観客とカメラに背中を向けた状態でレギュラー出演者だけに向けて口パクで伝える。ゲストが伝えた内容を、上田がモノマネでレギュラー出演者だけに伝える「モノマネ晋也」も同様の手順で行われる。
カフ・晋也生放送の場合に、上田の前に用意されるカフボックスを使うシステムで、出演者の発言はスタジオ内では聞こえるが、放送には音声が載らない仕組みになっている。

○○プロフィール
ゲストのプロフィールを紹介しながら、ゲストの人間性などを探っていくコーナー。タイトルはゲストによって変わる。なお、タイトルが「○○の爆弾プロフィール」の場合はプロフィールの部分に爆弾マークがあり、めくるとギリギリ007に匹敵する爆弾級のどぎつい質問があらかじめ設定されている。ゲストはその質問に答えなければならない。進行は上田が担当。その他には、「○○の華麗なるプロフィール」、「○○のカリスマプロフィール」など。
100の質問
大型ボードに貼られたゲストに聞きたい93問のきわどい質問と、レギュラー出演者が1人1問聞けるフリー質問7問の計100問の質問から、レギュラー出演者が選んだ質問にゲストが答えていくコーナー。ゲストは、選ばれた質問に必ず答えなくてはならない。進行は上田が担当。
売り込み007
レギュラー出演者各々がお気に入りグッズや便利グッズなどを紹介するコーナー。進行は名倉が担当。
行きつけ007
レギュラー出演者各々が行きつけの店を紹介するコーナー。原田が紹介する際は、実際に自分が紹介する店に赴いている写真を使う。進行は名倉が担当。
TSUTAYA007
レギュラー出演者とゲストがおススメする映画を紹介するコーナー。このコーナーではTSUTAYAとのコラボレーションが実現し、スタジオにTSUTAYAの店内を再現したセットが組まれ、TSUTAYAの店内でも「TSUTAYA007」のコーナーが設けられている。進行は名倉が担当。
立ち飲み007
レギュラー出演者とゲストが、立ち飲みスタイルでアルコールを嗜みながら本音トークをするコーナー。原田と徳井は初回で泥酔して失態を犯しているため、このコーナーにおいて禁酒令が敷かれていたものの、守られていない。
絶対許せない男007
事前に有名女性タレントに調査し、彼女たちが告発した許せない男性について、レギュラー出演者とゲストが男女それぞれの立場から意見を語り合うコーナー。
先取り007
番組スタッフがお気に入りで「売れる」と目を付けている芸人にただ喋ってもらうだけの、フリートークコーナー。ピースが最初の餌食になったが、緊張に加えての無茶ぶりでグズグズになった。その後もミサイルマンや2700などが「次の次の次の…（続く）次に来る」として登場、同じ目に逢っている。また、この題目で呼ばれるゲストは「しゃべくり007の収録」とは知らされずに「収録直前に突然言われてポンっとここ（登場口）に立たされる」と語っている。その後、ピースは「本当に売れた」として「凱旋」という形で再出演した。
後取り007
ブレイクしたもののその後あまり見かけなくなった芸人の中でも、未だに腕は錆びついていない芸人をスタッフがピックアップして登場してもらう。主旨としては「先取り007」の逆。
フリップトーク
レギュラー出演者はゲストに聞きたい事を、ゲストはレギュラー出演者に聞きたい事を1問書き、それをもとにトークを展開する。明石家さんまがこの企画の最初のゲストとなった。進行は上田が担当。
ものまね007
ものまねタレントにレパートリーのモノマネを披露してもらうコーナー。おかもとまり、ミラクルひかる、魅川憲一郎がこの企画の最初のゲストとなった。進行は上田が担当。
おしゃれクイズ
タレントのプロフィールに沿ったクイズを出題。このコーナーの際はレギュラー出演者は全員がヤクザ口調の関西弁で話し、「おしゃれクイズ」が大好きな設定を演じる。出演者は答えを考える気が無く、「言わんかい!」と答えさせようとしている。すると上田が「答えんかい!」と逆ギレ、カメラに向かって「視聴者も考えんかい!」と怒鳴る。そして最終的には、答えを言ってしまう。出演者は分かっていたフリをする。
しゃべくり総選挙
オープニングトークから生まれた企画で、有田の思いつきで実施される。番組観覧客に「誰を目的に番組を観に来たか」を挙手で投票してもらう。
| 放送回 | 放送日        | 1位          | 2位          | 3位          | 4位          | 5位               | 6位               | 7位         |
| ------ | ------------- | ------------ | ------------ | ------------ | ------------ | ----------------- | ----------------- | ----------- |
| 第64回 | 2010年8月2日  | 原田（29票） | 有田（20票） | 徳井（13票） | 堀内（8票）  | 名倉、福田（6票） | 名倉、福田（6票） | 上田（1票） |
| 第99回 | 2011年6月13日 | 原田（27票） | 有田（20票） | 徳井（13票） | 名倉（11票） | 福田（8票）       | 上田（7票）       | 堀内（5票） |
上田が第64回で1票しか得られなかったことに対して、上田の母は嘆いた。
ギリギリ・ウルトラソウル
2011年の『24時間テレビ』の深夜に放送された企画（その後、レギュラー放送でも行われた）。ターゲットの女性芸能人の内ランダムに選ばれた3人が、B'zの「ultra soul」のサビの部分の「ウルトラソウル!」のリズムに合わせて際どい質問に答える。司会進行は名倉。
お悩み007
文字通り、ゲストが持ち込んだ悩みを上田以外の6人に解決してもらう企画。主にデビュー間もないアイドルや日本デビュー間もない海外グループがゲストの時に放送される。
会いたい人007
主に特番時に行われる。ゲストが会いたい人を芸能人・著名人・一般人に関わらず数人挙げてもらい、実際にスタジオに来てもらいトークをする企画。会いたい人が実際に来た場合は、スタジオ右に設置された垂れ幕から現れるが、スケジュールなどの都合で来られない場合は、しゃべくり007のディレクターがインカムを付けて登場し、来られなかった理由などを述べ、会いたい人に代わって謝罪するが、しゃべくりメンバーからの無茶ブリが多い。登場のフリには郷ひろみの「逢いたくてしかたない」が使用されている。多忙な人物が多い場合は会いたい人のほとんどが登場しない場合もある。
クイズ私のこと覚えてますか?
2022年4月11日放送の明石家さんま出演時から開始。美女5人が1人ずつ登場し、ヒントのたすきや話をもとに誰だったかを思い出し、フリップに書いて答えるクイズコーナー。しゃべくりメンバーとの関係の人が1人ダミーとして登場する場合もあり。その後、5月9日に出川哲朗編、6月6日に坂上忍編、7月11日にダイアン & かまいたち編、8月15日にパンサー & ジャングルポケット編、10月3日に魔裟斗&矢沢心編、10月10日に今田耕司&羽鳥慎一編、11月28日に長州力&武藤敬司編、12月19日に中山美穂&くっきー!（野性爆弾）編、2023年1月30日に木村拓哉編、3月13日に櫻井翔編、4月17日に武田真一・山里亮太・藤井貴彦編が放送されている。
好きになった人
2017年まで放送されていた特番『好きになった人』を6年振りに復活させた期間で、本家同様ゲストが過去に好きになった人や今好きな人の一覧を時系列ごとに『恋年表』として作成し、その中から会いたい恋愛相手を番組が徹底的に調査する。なお、この企画のみ、特番同様ネプチューンが進行を務める。2023年2月27日のオリエンタルラジオ編と同年12月11日の木村昴編で放送された。

### 黒い祭典スペシャル
2012年より改編期に特別企画として放送されている。
数名のゲストが1名または1組ごとに出演する通常のスペシャルとは異なり、ゲスト数十名が一挙に出演する。スタジオセットも通常とは違い、黒を基調としたセットに替わる。

## ネット局と放送時間

### プライムタイム進出前
※太字は同時ネット。
- 日本テレビ（NTV・制作局）
- テレビ新潟（TeNY）
- テレビ金沢（KTK）
- 静岡第一テレビ（SDT）
- 中京テレビ（CTV）
- 読売テレビ（ytv）[注 16]
- 日本海テレビ（NKT）
- 西日本放送（RNC）
- 南海放送（RNB）
- 福岡放送（FBS）
- 長崎国際テレビ（NIB）
- 鹿児島読売テレビ（KYT）

### プライムタイム進出後
| 放送対象地域   | 放送局                    | 系列                          | 放送時間           | ネット状況 | 備考      |
| -------------- | ------------------------- | ----------------------------- | ------------------ | ---------- | --------- |
| 関東広域圏     | 日本テレビ（NTV）         | 日本テレビ系列                | 月曜 21:00 - 21:54 | 制作局     | 制作局    |
| 北海道         | 札幌テレビ（STV）         | 日本テレビ系列                | 月曜 21:00 - 21:54 | 同時ネット |           |
| 青森県         | 青森放送（RAB）           | 日本テレビ系列                | 月曜 21:00 - 21:54 | 同時ネット |           |
| 岩手県         | テレビ岩手（TVI）         | 日本テレビ系列                | 月曜 21:00 - 21:54 | 同時ネット |           |
| 宮城県         | ミヤギテレビ（MMT）       | 日本テレビ系列                | 月曜 21:00 - 21:54 | 同時ネット |           |
| 秋田県         | 秋田放送（ABS）           | 日本テレビ系列                | 月曜 21:00 - 21:54 | 同時ネット |           |
| 山形県         | 山形放送（YBC）           | 日本テレビ系列                | 月曜 21:00 - 21:54 | 同時ネット |           |
| 福島県         | 福島中央テレビ（FCT）     | 日本テレビ系列                | 月曜 21:00 - 21:54 | 同時ネット |           |
| 山梨県         | 山梨放送（YBS）           | 日本テレビ系列                | 月曜 21:00 - 21:54 | 同時ネット |           |
| 新潟県         | テレビ新潟（TeNY）        | 日本テレビ系列                | 月曜 21:00 - 21:54 | 同時ネット |           |
| 長野県         | テレビ信州（TSB）         | 日本テレビ系列                | 月曜 21:00 - 21:54 | 同時ネット |           |
| 静岡県         | 静岡第一テレビ（SDT）     | 日本テレビ系列                | 月曜 21:00 - 21:54 | 同時ネット |           |
| 富山県         | 北日本放送（KNB）         | 日本テレビ系列                | 月曜 21:00 - 21:54 | 同時ネット |           |
| 石川県         | テレビ金沢（KTK）         | 日本テレビ系列                | 月曜 21:00 - 21:54 | 同時ネット |           |
| 福井県         | 福井放送（FBC）           | 日本テレビ系列                | 月曜 21:00 - 21:54 | 同時ネット |           |
| 中京広域圏     | 中京テレビ（CTV）         | 日本テレビ系列                | 月曜 21:00 - 21:54 | 同時ネット |           |
| 近畿広域圏     | 読売テレビ（ytv）         | 日本テレビ系列                | 月曜 21:00 - 21:54 | 同時ネット |           |
| 鳥取県・島根県 | 日本海テレビ（NKT）       | 日本テレビ系列                | 月曜 21:00 - 21:54 | 同時ネット |           |
| 広島県         | 広島テレビ（HTV）         | 日本テレビ系列                | 月曜 21:00 - 21:54 | 同時ネット |           |
| 山口県         | 山口放送（KRY）           | 日本テレビ系列                | 月曜 21:00 - 21:54 | 同時ネット |           |
| 徳島県         | 四国放送（JRT）           | 日本テレビ系列                | 月曜 21:00 - 21:54 | 同時ネット |           |
| 香川県・岡山県 | 西日本放送（RNC）         | 日本テレビ系列                | 月曜 21:00 - 21:54 | 同時ネット |           |
| 愛媛県         | 南海放送（RNB）           | 日本テレビ系列                | 月曜 21:00 - 21:54 | 同時ネット |           |
| 高知県         | 高知放送（RKC）           | 日本テレビ系列                | 月曜 21:00 - 21:54 | 同時ネット |           |
| 福岡県         | 福岡放送（FBS）           | 日本テレビ系列                | 月曜 21:00 - 21:54 | 同時ネット |           |
| 長崎県         | 長崎国際テレビ（NIB）     | 日本テレビ系列                | 月曜 21:00 - 21:54 | 同時ネット |           |
| 熊本県         | くまもと県民テレビ（KKT） | 日本テレビ系列                | 月曜 21:00 - 21:54 | 同時ネット |           |
| 鹿児島県       | 鹿児島読売テレビ（KYT）   | 日本テレビ系列                | 月曜 21:00 - 21:54 | 同時ネット |           |
| 大分県         | テレビ大分（TOS）         | 日本テレビ系列 フジテレビ系列 | 月曜 21:00 - 21:54 | 同時ネット | [ 注 18 ] |
| 沖縄県         | 琉球放送（RBC）           | TBS系列                       | 木曜 15:49 - 16:50 | 遅れネット | [ 注 19 ] |
| 沖縄県         | 宮古テレビ（MTV）         | ケーブルテレビ                | 金曜 20:00 - 20:54 | 遅れネット | [ 注 20 ] |

#### 過去のネット局
- 宮崎放送（mrt・TBS系列） - 2021年3月まで不定期に放送されていた[注 21]。

ネット配信
| 配信元      | 更新時間        | 備考                 |
| ----------- | --------------- | -------------------- |
| GYAO!       | 火曜 19:00 更新 | 最新話限定で無料配信 |
| 日テレTADA! | 月曜 21:54 更新 | 最新話限定で無料配信 |
| hulu        | 月曜 21:54 更新 | 有料会員は全話見放題 |

### 放送時間の変遷
| 期間           | 期間          | 放送時間（日本時間）         |
| -------------- | ------------- | ---------------------------- |
| 2008年7月12日  | 2008年9月27日 | 土曜日 17:30 - 18:00（30分） |
| 2008年10月20日 | 2013年9月16日 | 月曜日 22:00 - 22:54（54分） |
| 2013年10月7日  | 2022年3月28日 | 月曜日 22:00 - 23:00（60分） |
| 2022年4月4日   | 現在          | 月曜日 21:00 - 21:54（54分） |

## スタッフ（2025年6月23日時点）
- 演出：上利竜太（2020年1月2日 - ）
- ナレーター：ラルフ鈴木（日本テレビアナウンサー）
- 構成：桜井慎一、石塚祐介、成瀬正人、大谷裕一、木南広明
- TM：保刈寛之
- SW：米田博之
- CAM：日向野崇
- 照明：名取孝昌、井口弘一郎、池長正宏【週替り】
- MIX：中村宏美
- VE：古手川大
- 編集：高橋毅・武井大彰【毎週】・佐藤弘一・阿部亮平・南部遼馬（スタジオヴェルト）【不定期】
- MA：細川健太郎、佐渡吉志広【週替り】
- 音効：岡田淳一、龍尾希実（龍尾→2024年5月-）
- 美術：山本澄子
- デザイン：高木彩、山根茉子（共に2024年8月12日-）
- 特殊効果：内山栄一（2022年6月-）、堀田秀次郎（2023年12月-）、星野伸（2024年8月5日-）【不定期】
- CG・デザイン：谷篤（teevee graphics,inc）、キャニットG
- TK：近藤奈々
- デスク：阿部絵里子
- リサーチ：フルタイム
- フードコーディネーター：あまこようこ（グルメ系企画回のみ）【不定期】
- 制作：原田貴子、三上由貴【毎週】、平山美由紀（MOSQUITO）、杉村由香子、井戸厚志、千葉陸人、井艸麻衣・松井美樹・井上雄太・三木千亜里（いまじん）、剣持真衣奈、伊藤大貴、上村繁輝、名護谷瑞貴、加藤夢巳、野﨑真央、大和田嘉穂、小池有輝、藤口和也、柴田薫、西川諒祐、永井玲名、大橋百花、白水央人、中原冴彩、堤春嘉、加藤木唯、渡辺七菜、細田楓佳、寺島凛、神谷奈穂、岩本真紀、伊波稀空、藤田真衣、東木場緋香（ZION）、曽我部奈美、木村明日望、内藤杏妃、米田美咲、檜垣七彩、山本真輝（原田・三上→2021年9月まで毎週AP、平山・木村→一時離脱►復帰、平山→2021年9月まで週替りAP、松井→以前は演出補►一時離脱►復帰、名護谷・藤口・永井・白水→2021年9月まで週替り演出補）【週替り】
- ディレクター：矢吹竜也・木下誠・増田巧（MOSQUITO）、阿部一樹、髙橋公彦・久保陸・田代和総・吉村大輝（いまじん）、宮本将孝（極東電視台）、高取瑞紀、齋藤直人・川俣和也・渡辺学（てっぱん）、松尾俊哉、趙成京、板場優・五島孝（ZION）、相原早奈絵、竹田卓将、佐藤努、佐藤初好（長谷川・竹田→一時離脱►復帰、阿部→以前は制作、久保→以前は演出補、宮本→以前は演出補►一時離脱、松尾→2021年9月まで週替り演出補、川俣→以前はチーフディレクター、吉村→以前は2021年9月まで週替り演出補►制作、髙橋・渡辺・五島→以前はチーフ/ディレクター、佐藤初→以前は演出補►一時離脱►復帰►チーフ/ディレクター）【週替り】
- チーフ/ディレクター：今成直人・長縄亮・長谷川智也（いまじん、今成→以前は演出補►一時離脱►復帰、長縄→2022年5月23日-、以前はチーフディレクター►チーフ/ディレクター、長谷川→2025年3月24日-、以前はディレクター）、諏訪一三・中西裕樹・唐沢宏一（ZION、中西裕→以前はディレクター►チーフ/ディレクター►一時離脱►復帰）、仲西正樹（MOSQUITO）、石澤元希【週替り、回によって異なる】
- チーフディレクター：内田雅行（CRANKY、2022年6月13日-）、徳永清孝（以前はディレクター）、山嶋将義・福司龍太（neo、山嶋→2022年6月27日-）、遠山広（てっぱん、2022年4月11日-）、飯塚翔（いまじん）（山嶋以降→以前はチーフ/ディレクター）【週替り】
- プロデューサー：宮崎慶洋 / 影山幸子・村越多恵子・海老名和香（MOSQUITO、村越→以前はAP）、木下俊・山脇由紀子・杉本朋子（いまじん、山脇→一時離脱►復帰、山脇・杉本→以前はAP）、石原由季子・熊谷芳子（ZION、熊谷→以前はチーフ/ディレクター►2024年11月まで週替り制作）、佐藤理恵・入江若菜（てっぱん）、前田美和（neo）、吉田弓恵【毎週】、吉田一浩（MOSQUITO、吉田一→一時離脱►復帰）【不定期】
- チーフプロデューサー：矢野尚子（2024年6月10日 - ）
- 制作協力：いまじん、ZION、MOSQUITO、てっぱん【毎週】、neo【不定期】
- 製作著作：日テレ

### 歴代のスタッフ
- 演出：藤森真実（2016年6月13日 - 2019年12月16日、以前は演出補 → 一時離脱）
- ナレーター：飯塚昭三
- 構成：アリエシュンスケ / 都築浩
- TM：古井戸博、佐治佳一、清水秀明
- CAM：津野祐一
- 照明：下平好実、谷田部恵美、小川勉、加藤恵介、木村弥史、小笠原雅登、藤山真緒、市川朋樹、粂野高央
- MIX：瀧健太郎、中村将直、中村晋也、三石敏生
- VE：沼田広美、斎藤孝行、岩原正明、三崎美貴、山口考志
- 編集：安井純治・川奈部野和・吉澤佑弥・中澤仁（スタジオヴェルト）
- MA：奥田幸裕、古谷栄美、番匠康雄、小嶋雄介、丸山輝幸、森川享祐、神山幸久
- 音効：加藤つよし
- 美術：林健一
- デザイン：道勧英樹、大住啓介
- イラスト：泉州HIGE工房
- 編成：安島隆、鯉渕友康、糸井聖一、稲垣眞一、鬼頭直孝、横田崇
- 広報：斉藤由美
- TK：竹島祐子
- デスク：満本清美、保科邦子
- 演出補：坂野裕、千種久美子、高田翔平、中山健志、田辺貴之、大友浩嗣、鈴木遊大、杉浦裕樹、川崎佑也、園山みさと、宮城将太、土佐実季世、森靖典、田中克弥、宮川裕史、池田翔、布谷愼平、茂原大地、岡村美里、小田邊駿、齋藤直人、北原康太郎、今津絢太、堤菜緒、阪本裕太、山下拓也、前田玲、丸田哲也、川口美紅、兵頭真優、堀真生、堀内有希、唯山紅葉、山口拓朗、浅田竜次、山本梨央、山本雄暉、橋場洸人、冨田栞里、坂根道紀、宮野三奈、松井康平、糸魚川幸希、青木友香子、森井恒成、伊藤沙絵、笹倉杏菜、石井晶子、興水裕介、横尾翼、佐藤梨奈、佐々木啓実、古川崇寛、志村慧理子、根本裕太、佐藤史織、品野真衣【週替り】
- 制作：横山琢磨、中尾煕子、中村桜、太宰里美、井手亮太、小林聖（ZION）、保田奈月、栗原悠希、石岡桜咲、李世撛、赤石美希、宇都宮光、田中真理、布施萌香、土井奈緒美、間篠高行、柴奈保子、滝口奏、関谷なつみ、田名瀬駿、柳田杏奈、市東莉歩、鈴木真莉菜、川久保遊祐、有山明日香、君野雄大、伊藤真和、田嶋凌、笹渕康孝、朴智願、丹野千尋、土屋翔太（neo）、黒澤望海、杉本ルリ子、廣井唯翔、布施磨依、工藤茜音・根岸健尚（いまじん）、齋藤慎之介、井延祥子、戸澤俊、藤崎凌太郎、松山理沙（横山→以前は演出補►ディレクター、中尾～宇都宮→2021年9月まで週替り演出補、横山・土屋・田中・間篠・杉本→2021年9月まで週替りAP）【週替り】
- ディレクター：宮森宏樹、赤堀哲也、中廣周平（いまじん）、小野日出紀（MOSQUITO）、新沢学（U-FIELD）、鴻巣裕司（ZION）、地濃愛（U-FIELD）、宇津浩二、佐藤ゆうし、高宮聡子、本橋亜土、瀬戸口晃、村田欣也、黒石岳志、岡山眞也、石丸貴寛、春山正宏（MOSQUITO）、飯髙昌宏、平野玲二、根岸秀明（MOSQUITO）、菅野健治、杉本泰規、石井和章、吉田陵、國府田亨、岩本智也、川端鉄也（岩本→以前はチーフディレクター、國府田→以前は演出補）、柳瀬寿明（以前はチーフディレクター兼務→一時離脱→復帰）、瀧本雄将（いまじん、以前は演出補）、鶴丸瑛子・小林亘（ZION、小林→以前はチーフディレクター）、唐川海咲（いまじん）、前田晋平（てっぱん、前田→以前は演出補）、稲元雅俊（MOSQUITO、一時離脱►復帰）、吉野真一郎・古川文彦（neo、吉野→以前はチーフディレクター）、温井里恵、安部紘志
- チーフ/ディレクター：尾之上祐太（MOSQUITO）、山下聖司、伊藤航（MOSQUITO）、川端洋輔、熊谷航太郎、伊澤洋介（てっぱん）、村松佑亮・作井正浩（いまじん、作井→一時離脱►復帰）
- チーフディレクター：谷中憲（U-FIELD）、相田貴史、島田健作、栗栖政文・鈴木豊人（MOSQUITO）
- AP：滝澤真一郎、中田容子、吉筋公美、高倉智美、岡本舞、望月祐歌、川村彩佳、中村晃子、佐藤愛、佐藤みなみ、伊藤智世、岩間有香、内野絵美、島田典子、池田詩織、伊藤茉莉衣、髙(高)橋孝平、坂元紫乃、松原由希香、金雪愛（金雪→以前は演出補）、北村桃子、稲葉芳士、久石悠子、今村真乃美
- プロデューサー：島田総一郎、小野隆史、杉山直樹（以前はAP）、岩崎小夜子、吉無田剛（吉無田→2025年4月7日-6月16日、一時離脱►復帰）/ 上原敏明（U-FIELD）、羽村直子（当時ZION）、長谷川賢一・斎藤みさ子（MOSQUITO）、八木田祐子・安田友里・檀沙織・前多由香（いまじん）、島田勇夫（U-FIELD）、名田雅哉（当時いまじん）、昆祐子、小川望
- チーフプロデューサー：松岡至 → 菅賢治 → 田中宏史（以前はプロデューサー）→ 伊東修[12] → 川邊昭宏（川邊→2019年6月3日 - 2022年5月23日、以前は企画・演出 → 一時離脱）→松本京子（2022年6月6日 - 2023年5月29日）→倉田忠明（2023年6月5日 - 2024年5月20日）
- 制作協力：U-FIELD